# 2025
Rok 2025 (MMXXV) gregoriánského kalendáře začal ve středu 1. ledna a skončí ve středu 31. prosince. V České republice má 251 pracovních dnů a 13 státních a ostatních svátků, z toho 10 jich připadá na mimovíkendové dny. Dle židovského kalendáře nastane přelom roků 5785 a 5786, dle islámského kalendáře 1446 a 1447.

## Události

### Česko
- 01. ledna – Vyhlášení národní přírodní rezervace Lanžhotské pralesy v Jihomoravském kraji.
- 11. ledna – V Mostě v nočních hodinách došlo k výbuchu restaurace, 7 lidí zemřelo a dalších 8 bylo zraněno.
- 04. února – Vydání hry Kingdom Come: Deliverance II.
- 08. března – Proběhl 32. ročník Českého lva, nejlepším filmem se stal film Vlny, režiséra Jiřího Mádla.
- 1. července – Vyhlášení Chráněné krajinné oblasti Soutok v Jihomoravském kraji.
- 4. července – část Česka postihl krátkodobý výpadek dodávky elektřiny.
- 4.–12. července – 59. ročník mezinárodního filmového festivalu v Karlových Varech, poprvé po 30 letech se konal bez Jiřího Bartošky.

### Svět
- 01. ledna
  - Polsko převzalo od Maďarska Předsednictví Rady Evropské unie.
  - V Rumunsku a Bulharsku byly v rámci Schengenského prostoru zrušeny kontroly na pozemních hranicích.
  - Evropskými hlavními městy kultury v roce 2025 se staly slovinská Nova Gorica a italská Gorizia.
  - Při útoku automobilem v americkém New Orleans zabil útočník 15 lidí a dalších 35 zranil. Byl zabit při přestřelce s policií.
- 04. ledna – Rakouský kancléř Karl Nehammer oznámil, že rezignuje na svůj post.
- 06. ledna
  - Justin Trudeau oznámil, že rezignuje na funkci předsedy Liberální strany a premiéra Kanady.
  - Indonéská republika se stala desátým členem hospodářského uskupení BRICS.
- 07. ledna
  - Při zemětřesení v Tibetu o síle 7,1 Mw zemřelo nejméně 126 osob.
  - Na jihu Kalifornie vypukla série požárů, kterým podlehlo nejméně 25 lidí, více než dvanáct tisíc budov bylo zničeno nebo poškozeno a více než 137 000 lidí se muselo evakuovat.
- 09. ledna
  - Generál Joseph Aoun byl zvolen Národním shromážděním 14. prezidentem Libanonu.
  - Ve Washingtonské národní katedrále proběhl státní pohřeb 39. amerického prezidenta Jimmyho Cartera.
- 10. ledna – Po rezignaci Karla Nehammera byl dočasným rakouským kancléřem jmenován ministr zahraničí Alexander Schallenberg.
- 12. ledna – Chorvatský prezident Zoran Milanović obhájil v druhém kole prezidentských voleb svůj mandát a zajistil si druhé pětileté funkční období.
- 16. ledna – Ve Spišské Staré Vsi ubodal 18letý student gymnázia spolužačku a zástupkyni ředitele školy.
- 20. ledna – Inaugurace amerického prezidenta Donalda Trumpa – společně s J. D. Vancem složil přísahu a ujal se funkce jako 47. prezident USA.
- 21. ledna – Při požáru v hotelu Grand Kartal v tureckém lyžařském středisku zemřelo nejméně 76 osob.
- 23. ledna – Irští poslanci zvolili Micheála Martina 15. premiérem Irska. Martin funkci vykonával již v letech 2020 až 2022.
- 26. ledna – Běloruský prezident Alexandr Lukašenko si v prezidentských volbách zajistil další pětileté funkční období.[1]
- 03. února – Bart De Wever vystřídal ve funkci belgického premiéra Alexandra De Croo.
- 04. února – Při útoku aktivního střelce ve švédském městě Örebro zemřelo 11 lidí včetně útočníka.
- 23. února – Předčasné volby do spolkového sněmu v Německu vyhrála konzervativní unie CDU/CSU se ziskem 28,5 procenta hlasů.[2]
- 02. března
  - Proběhl 97. ročník udílení Oscarů, nejlepším filmem se stal film Anora, za nejlepší herecké výkony byli oceněni Adrien Brody a Mikey Madisonová.
  - Sonda Blue Ghost M1 úspěšně přistála na Měsíci.
- 13. března – Prezidentského úřadu v Řecku se ujal Konstantínos Tasúlas.
- 16. března – Při požáru v nočním klubu Pulse v severomakedonském městě Kočani zemřelo 60 lidí.
- 20. března – Bývalá zimbabwská plavkyně Kirsty Coventryová byla zvolena 10. předsedkyní Mezinárodního olympijského výboru. Úřadu se ujme 24. června 2025.
- 28. března – Myanmar zasáhlo zemětřesení o síle 7,7 Mw, které si vyžádalo nejméně 200 lidských životů.
- 29. března – Částečné zatmění Slunce (Arktida, severní Atlantik, viditelné i v Česku).
- 13. dubna – V druhém kole ekvádorských prezidentských voleb zvítězila dosavadní hlava státu, podnikatel Daniel Noboa.
  - Zahájení světové výstavy EXPO v japonské Ósace, trvá až do 13. října
- 21. dubna – Ve Vatikánu zemřel ve věku 88 let papež František. Před smrtí strávil pět týdnů v nemocnici, kdy trpěl infekcí dýchacích cest a oboustranným zápalem plic.
- 26. dubna – Po zádušní mši byl papež František pohřben v bazilice Panny Marie Sněžné v Římě.
- 28. duben – Blackout na Pyrenejském poloostrově (2025) Na Pyrenejském ostrově se na 11 hodin odehrál výpadek elektřiny, kdy téměř nikde nebyla elektřina.
- 30. dubna – Ve Washingtonu byla podepsána ukrajinsko-americká dohoda o nerostných surovinách.
- 04. května — V prvním kole prezidentských voleb v Rumunsku uspěli George Simion (40,96 %) a Nicușor Dan (20,99 %).
- 05. května – Byl zrušen provoz služby Skype.[3]
- 06. května – Novým německým kancléřem byl zvolen předseda Křesťanskodemokratické unie (CDU/CSU) Friedrich Merz.
- 08. května – Konkláve 135 kardinálů zvolilo papežem Roberta Francise Prevosta, který přijal jméno Lev XIV.
- 9.–25. května – 88. mistrovství světa v ledním hokeji vyhrála Americká hokejová reprezentace.
- 13.–17. května – Eurovision Song Contest v Basileji ve Švýcarsku vyhrál rakousko-filipínský zpěvák Johannes Pietsch.
- 18. května – Druhé kolo prezidentských voleb v Rumunsku vyhrál Nicușor Dan (53,60 %).
- 19. května – V prvním kole prezidentských voleb v Polsku uspěli Rafał Trzaskowski (31,2 %) a Karol Nawrocki (29,7 %).
- 01. června – Druhé kolo prezidentských voleb v Polsku vyhrál Karol Nawrocki (50,89 %).
- 10. června – Během střelby na střední škole v rakouském městě Štýrský Hradec zemřelo 11 lidí včetně útočníka.
- 12. června – V západoindickém Ahmadábádu se zřítil na obytnou budovu Boeing 787-8 Dreamliner společnosti Air India. Zemřelo 241 z 242 osob na palubě a další desítky na zemi.
- 13.–24. června – Izraelsko-íránská válka, při níž byl poškozen íránský jaderný program, z obav z jeho šíření, a zabity stovky lidí, včetně velitele Islámských revolučních gard.
- 30. června – Dánsko od Polska převzalo Předsednictví Rady Evropské unie.
- 2.–27. července – Mistrovství Evropy ve fotbale žen ve Švýcarsku, zvítězil tým Anglie.
- 30. července – zemětřesení o magnitudu 8,8 Mw, zasáhlo Kamčatku.
- 8. srpna – vyšla videohra Mafia: Domovina.

## Očekávané události
- 19. září bude otevřen dokument obsahující poslední slova TGM[4][5]

- 3. října – lucemburský velkovévoda Jindřich předá vládu svému synovi Guillaumovi.
- 14. října – ukončení rozšířené podpory Windows 10

### Neznámé datum
- Kosmické sondy Voyager 1 a Voyager 2 by měly mít elektrickou energii pro provoz svých vysílačů nejméně do tohoto roku.
- Uvažuje se o čínském pilotovaném letu na Měsíc.
- Mělo by být dokončeno město Masdar City.
- prezidentské volby na Ukrajině
- Stíhací letoun Suchoj T-50 by měl být připraven pro export.
- Měl by být zahájen překlad Bible do každého z funkčních jazyků světa, do nichž dosud není přeložena.[6]
- Měla by být dokončena dálnice D1.[7]

### Volby
- 3. a 4. října – Parlamentní volby v Česku

## Úmrtí

### Česko
- 02. ledna

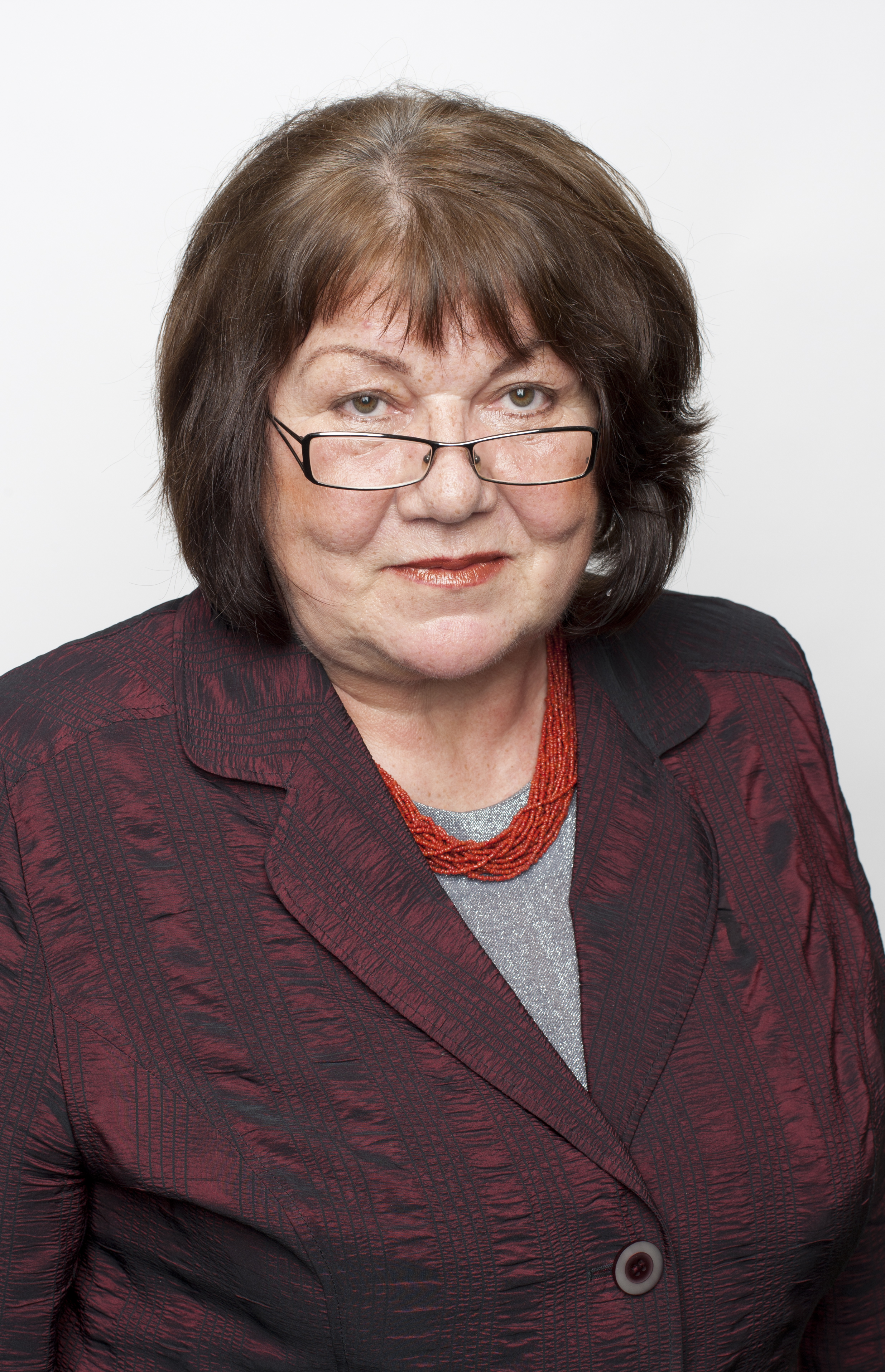
Eliška Wagnerová († 18. ledna)

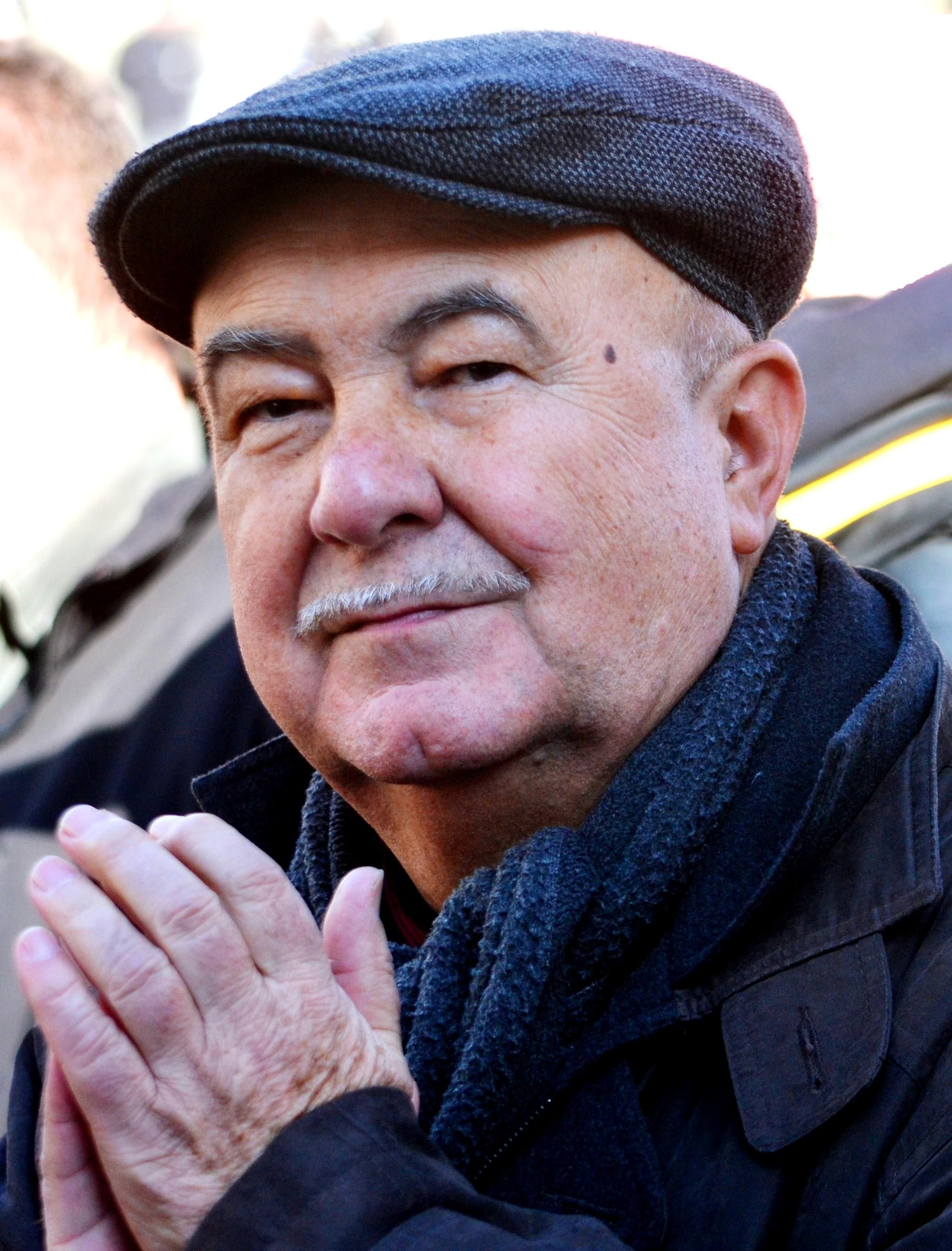
Petr Hannig († 21. ledna)

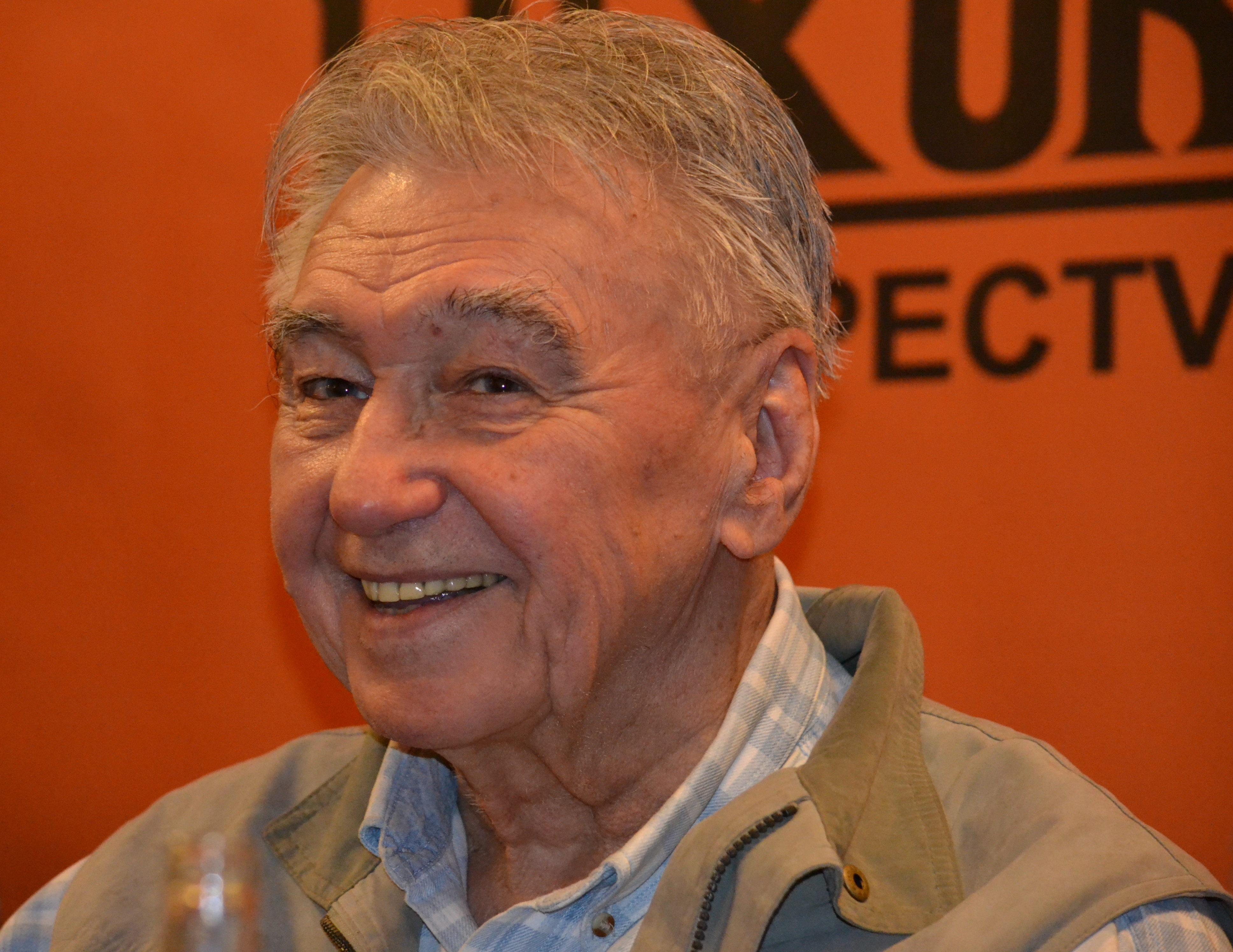
Josef Zíma († 6. března)

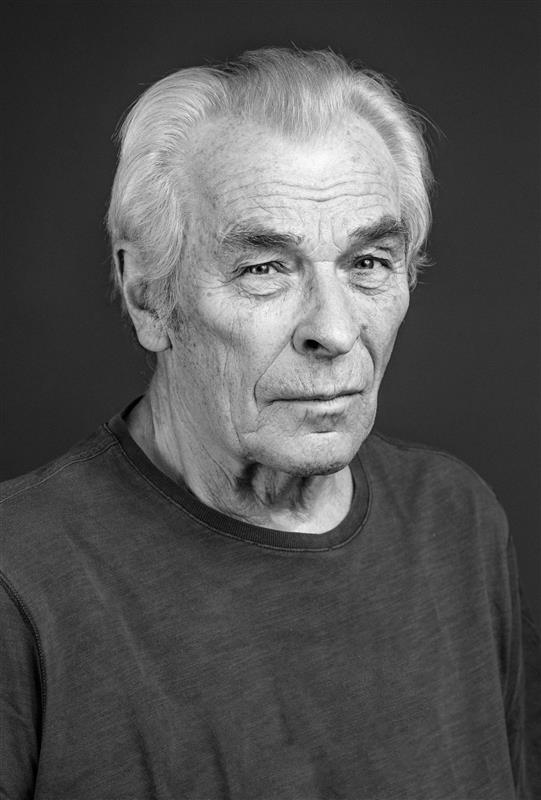
Alois Švehlík († 2. dubna)

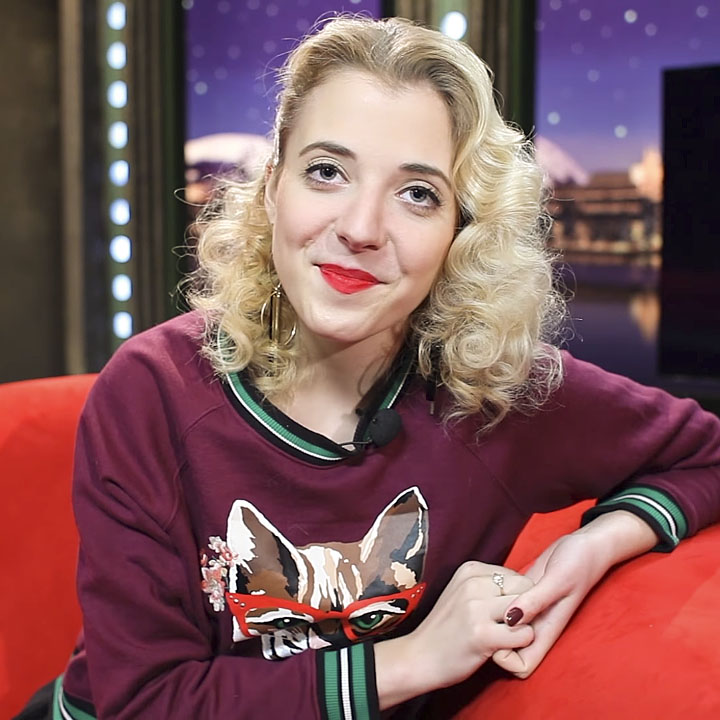
Anna Julie Slováčková († 6. dubna)

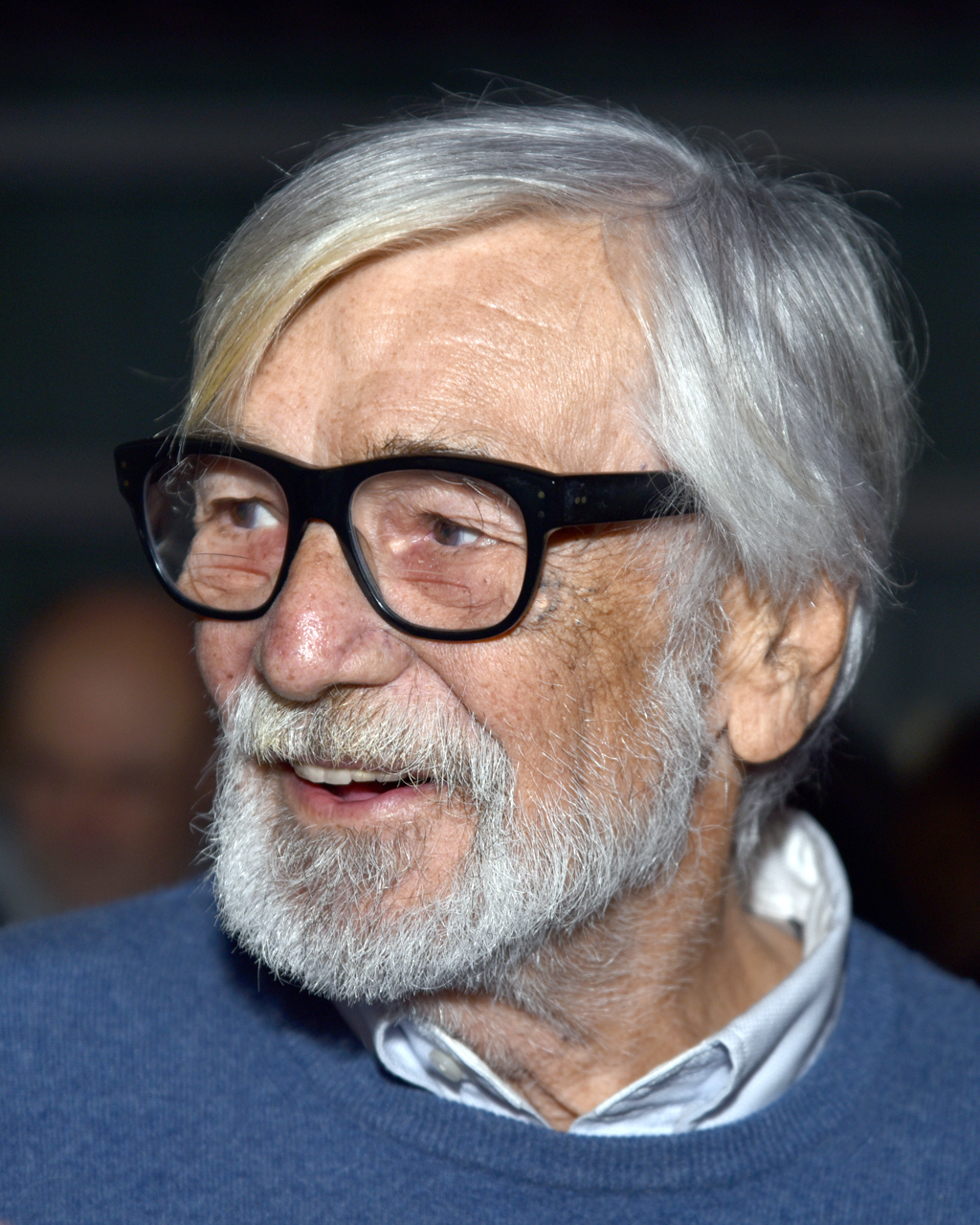
Jiří Bartoška († 8. května)

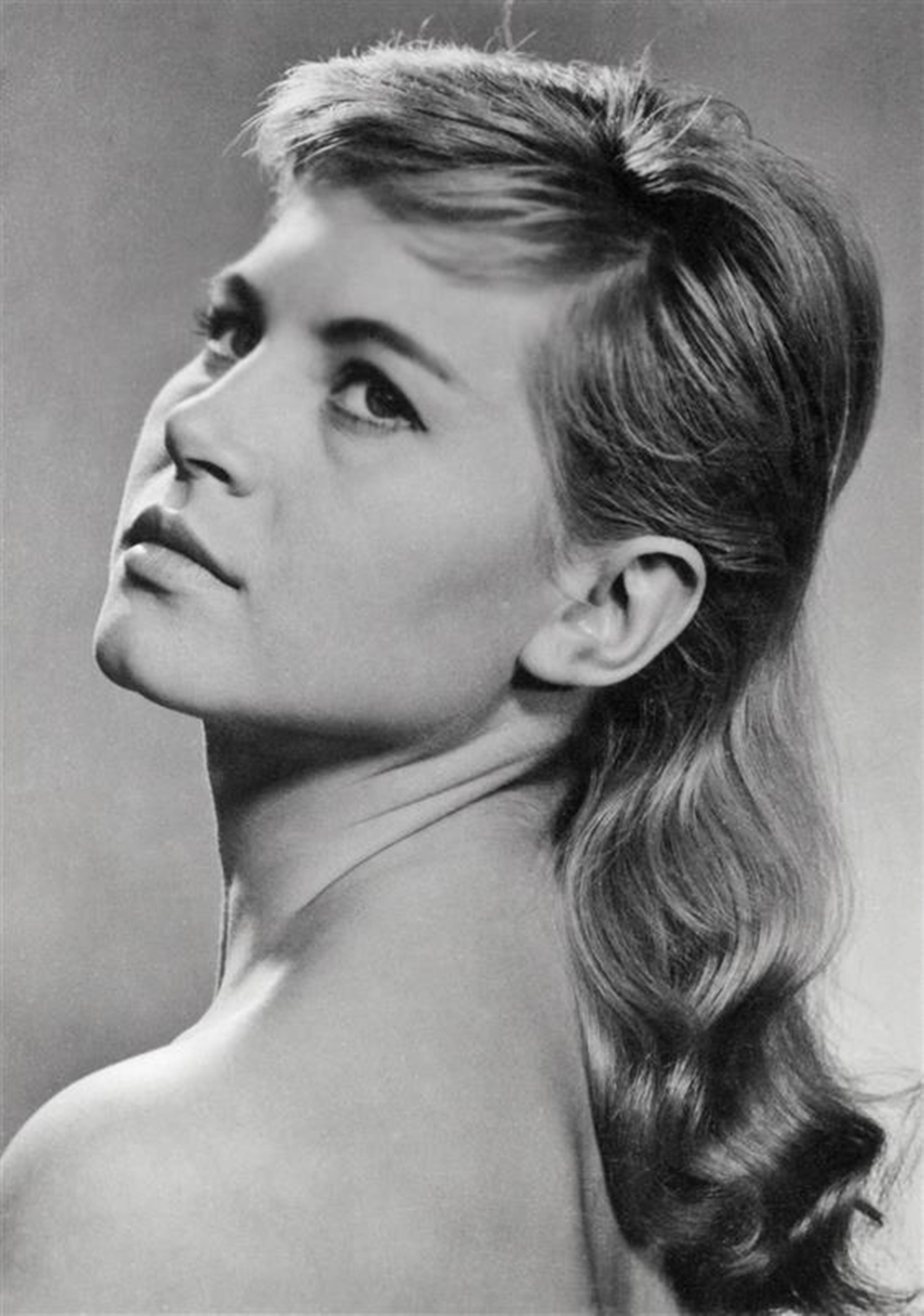
Marie Tomášová († 25. května)

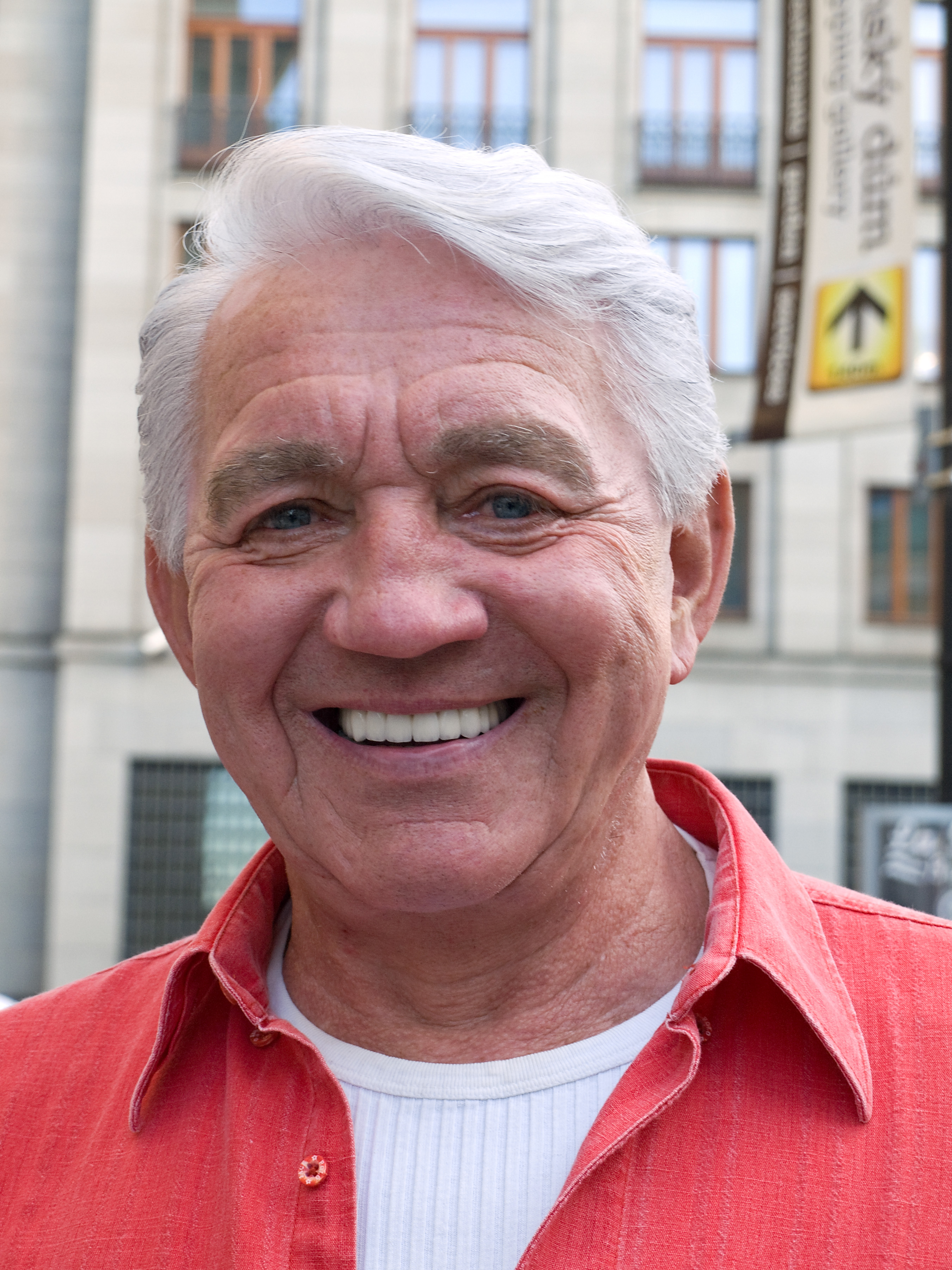
Jiří Krampol († 26. července)

  - Dušan Holý, zpěvák, etnolog a muzikolog (* 25. dubna 1933)
  - Noemi Rejchrtová, historička (* 1. listopadu 1940)
- 04. ledna – Vít Šolle, učitel a politik (* 12. října 1962)
- 05. ledna
  - František Šmahel, historik umění (* 17. srpna 1934)
  - Eduard Gombár, arabista, historik, islamolog a diplomat (* 14. října 1952)
- 06. ledna – Jan Kuchař, tanečník a sólista Laterny magiky (* 24. října 1941)
- 07. ledna – Iloš Crhonek, historik umění (* 10. ledna 1932)
- 09. ledna – Karel Tejnora, lékař a politik (* 11. ledna 1955)
- 10. ledna
  - Jiří Novák, pedagog a stenograf (* 23. března 1927)
  - Milan Feranec, politik a právník (* 18. ledna 1964)
- 11. ledna – Mario Klemens, dirigent a hudební pedagog (* 3. října 1936)
- 12. ledna – Ivana Vondrovicová, herečka, básnířka, pedagožka (* 6. srpna 1944)
- 14. ledna – Ladislav Hučko, řeckokatolický biskup (* 16. února 1948)
- 15. ledna
  - Jiří Vondra, diskžokej a moderátor (* 9. listopadu 1984)
  - Petr Zikmund, scenárista, dramaturg (* 17. ledna 1947)
- 18. ledna – Eliška Wagnerová, právnička, soudkyně a politička (* 7. září 1948)
- 19. ledna
  - Zdeněk Trojan, politik (* 1. května 1936)
  - Vilém Švec, geograf, historik a spisovatel (* 21. prosince 1976)
- 21. ledna – Petr Hannig, hudebník a politik (* 20. ledna 1946)
- 23. ledna – Jindřich Kadrnka, vinař a vinohradník (* 30. dubna 1981)
- 24. ledna – Viktorín Šulc, scenárista, spisovatel a dramaturg (* 27. listopadu 1951)
- 30. ledna – Jiří Laburda, hudební vědec, skladatel a pedagog (* 3. dubna 1931)
- 01. února – Antonín Konrády, dudák, muzikant a zpěvák (* 26. dubna 1931)
- 02. února – Luboš Zajíček, jazzový hudebník (* 6. října 1938)
- 04. února – Jiří Čtvrtečka. kanoista (* 2. prosince 1942)
- 05. února – Antonín Fajkus, stíhací pilot, válečný veterán (* 4. prosince 1923)
- 16. února – Vladimír Válek, dirigent (* 2. září 1935)
- 17. února – Petr Matoušek, cyklista (* 19. prosince 1949)
- 25. února – Miloslav Kodým, vysokoškolský pedagog (* 1. srpna 1930)
- 01. března – Jiří Liška, politik (* 12. května 1949)
- 03. března
  - Petr Červinka, herec (* 21. února 1944)
  - Jitka Vrbová, zpěvačka, pedagožka (* 30. září 1940)
- 06. března
  - Josef Zíma, herec, zpěvák a moderátor (* 11. května 1932)
  - Jan Hladík, operní pěvec (bas) a pedagog (* 3. listopadu 1943)
- 16. března – Tomáš Klouček, lední hokejista (* 7. března 1980)
- 18. března – Jaroslav Vostrý, dramatik a divadelní režisér (* 24. ledna 1931)
- 19. března – Martin Nejedlý, historik (* 18. října 1964)
- 29. března – Jiří Havel, herec a dabér (* 25. ledna 1942)
- 02. dubna – Alois Švehlík, herec a divadelní pedagog (* 30. července 1939)
- 03. dubna – Jiří Kochta, hokejový trenér a lední hokejista (* 11. října 1946)
- 05. dubna – Jaroslav Eliáš, lékař (* 13. ledna 1940)
- 06. dubna – Anna Slováčková, zpěvačka a herečka (* 22. srpna 1995)
- 07. dubna – Marcel Cupák, fotbalista (* 19. prosince 1973)
- 10. dubna – Jitka Pavlová, operní pěvkyně (* 11. prosince 1937)
- 13. dubna – Jarmila Bursová, herečka z filmu Babovřesky (* 2. března 1929)
- 15. dubna – Josef Opatrný, historik a iberoamerikanista (* 19. listopadu 1945)
- 17. dubna – Jaromír Štětina, politik (* 6. dubna 1943)
- 19. dubna – Jan Červinka, horolezec (* 27. června 1930)
- 20. dubna – Hana Lobkowiczová, lékařka (* 17. ledna 1928)
- 21. dubna – Cyril Höschl, lékař, psychiatr (* 12. listopadu 1949)
- 23. dubna – Pepe Rafaj, filmový producent (* 1. listopadu 1971)
- 25. dubna – Ludvík Kavín, česko-rakouský herec, dramaturg, scenárista a signatář Charty 77 (* 2. července 1943)
- 29. dubna – Věra Pražáková Drozdová, rozhlasová režisérka  (* 20. září 1928)
- 30. dubna – Igor Kitzberger, sochař a umělecký kovář (* 24. května 1963)
- 01. května – Ivana Alferiová, loutkoherečka a herečka (* 1976)
- 02. května – Karel Bláha, operetní a muzikálový zpěvák a herec (* 20. září 1947)
- 03. května – Josef Táflík, hokejista  (* 11. ledna 1958)
- 08. května
  - Jiří Bartoška, herec, dabér, producent a prezident KVIFF(* 24. března 1947)
  - Miloš Zapletal, spisovatel (* 13. ledna 1930)
- 10. května
  - Adam Bydžovský, judista (* 22. srpna 1999)
  - Jaroslav Vodňanský, dirigent  (* 26. dubna 1936)
- 11. května – Alena Veselá, varhanice a hudební pedagožka  (* 7. července 1923)
- 12. května – Vlastimil Hort, šachista  (* 12. ledna 1944)
- 17. května – Jan Šrámek, meteorolog (* 6. května 1977)
- 18. května – Ctirad Václav Pospíšil, teolog (* 4. března 1958)
- 21. května – Jiří Pernes, historik a muzeolog (* 4. července 1948)
- 22. května – Zdenko Pavelka, publicista, editor a nakladatel (* 10. října 1954)
- 24. května – Miroslav Vaic, český filmový a televizní scenárista, autor rozhlasových her a novinář (* 14. září 1946)
- 23. května – Pavel Chaloupka, fotbalista (* 4. května 1959)
- 25. května
  - Marie Tomášová, herečka (* 18. dubna 1929)
  - Jaromír Kročák, architekt (* 20. února 1958)
- 26. května – Alois Ježek, manažer (* 2. února 1936)
- 30. května – Bedřich Dlouhý, malíř, emeritní profesor Akademie výtvarných umění v Praze (* 2. srpna 1932)
- 08. června – Vladimír Smutný, kameraman a fotograf (* 13. července 1942)
- 11. června
  - Tomáš Fassati, vědec, vysokoškolský pedagog a odborný manažer (* 22. února 1952)
  - Dana Puchnarová, výtvarnice (* 22. ledna 1938)
- 12. června – Jiří Fréhar, režisér (* 29. ledna 1938)
- 16. června – Jan Tesař, esejista a historik, prvosignatář Charty 77 (* 2. června 1933)
- 20. června
  - Stanislav Šárský, divadelní herec (* 11. října 1939)
  - Aleš Bílek, klavírista a pedagog (* 23. srpna 1932)
- 30. června – Ctibor Turba, herec, scenárista a pedagog (* 16. října 1944)
- 03. července
  - Klára Kolouchová, manažerka a horolezkyně (* 6. září 1978)
  - Erik Tabery, divadelní herec (* 20. dubna 1951)
- 08. července – Karel Malík, český saxofonista a skladatel (* 7. prosince 1960)
- 24. července – Josef Černý, hokejový trenér a lední hokejista (* 18. října 1939)
- 26. července – Jiří Krampol, herec, komik a dabér (* 11. července 1938)
- 27. července – Jaroslav Pták, silniční motocyklový závodník (* 27. dubna 1943)
- 02. srpna – Michal Blažek, sochař (* 19. listopadu 1955)
- 04. srpna – Miloš Dvořák, herec (* 29. ledna 1939)
- 08. srpna
  - Michal Stiborek, ekonom a manažer (* 1. června 1968)
  - Martin Učík, herec (* 5. prosince 1955)

- 13. srpna – Petr Dopita, muzikálový a operní zpěvák (* 5. prosince 1947)
- 17. srpna – Jozef Kochan, lékař a politik (* 17. března 1946)

### Svět
- 01. ledna

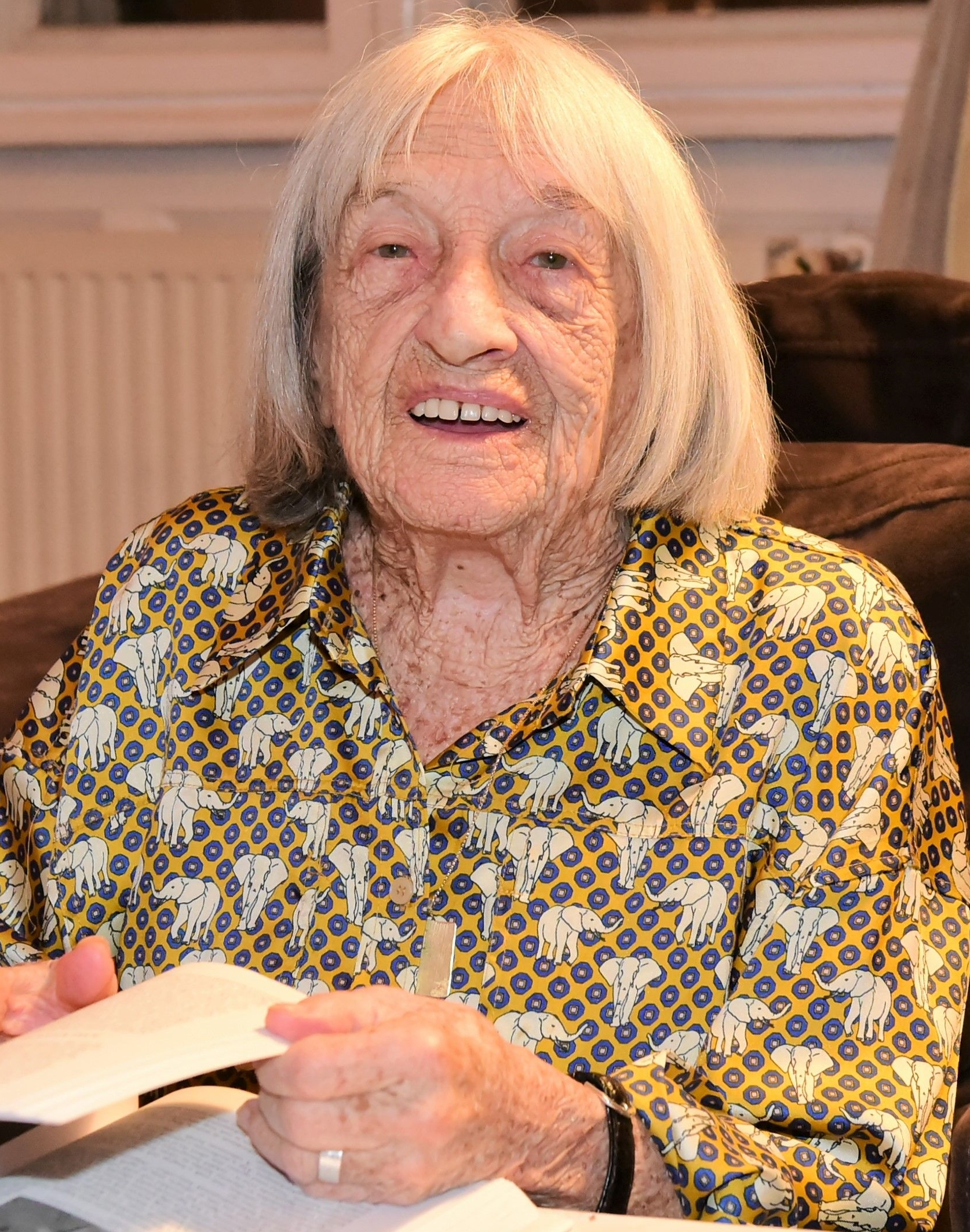
Ágnes Keletiová († 2. ledna)

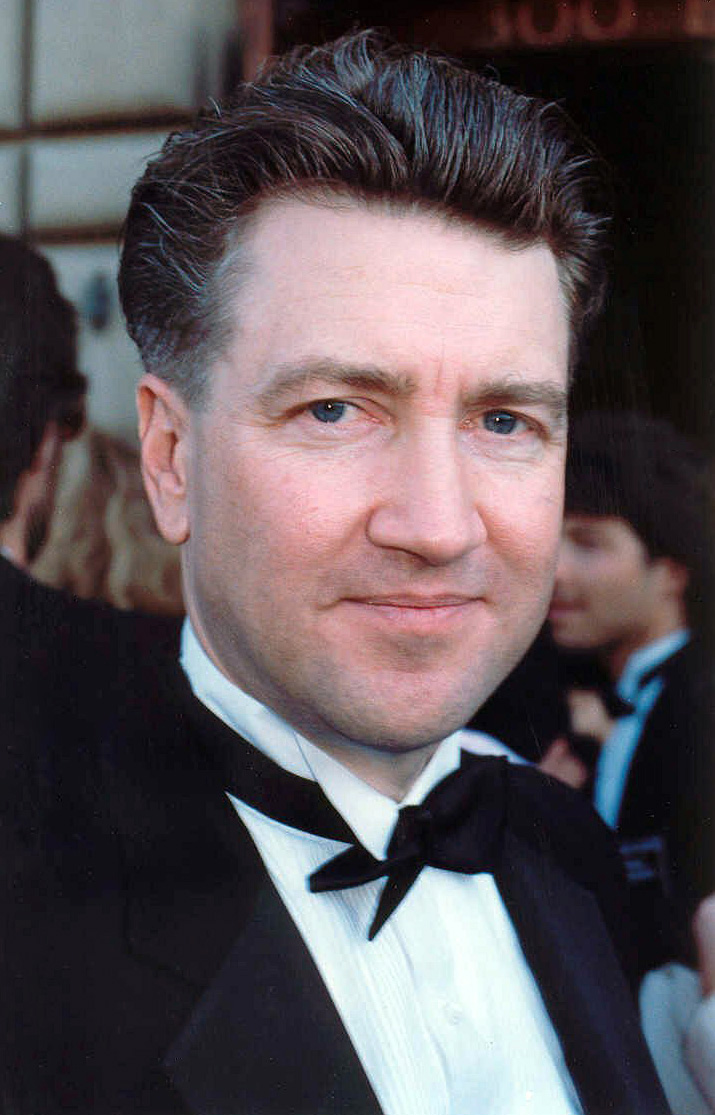
David Lynch († 16. ledna)

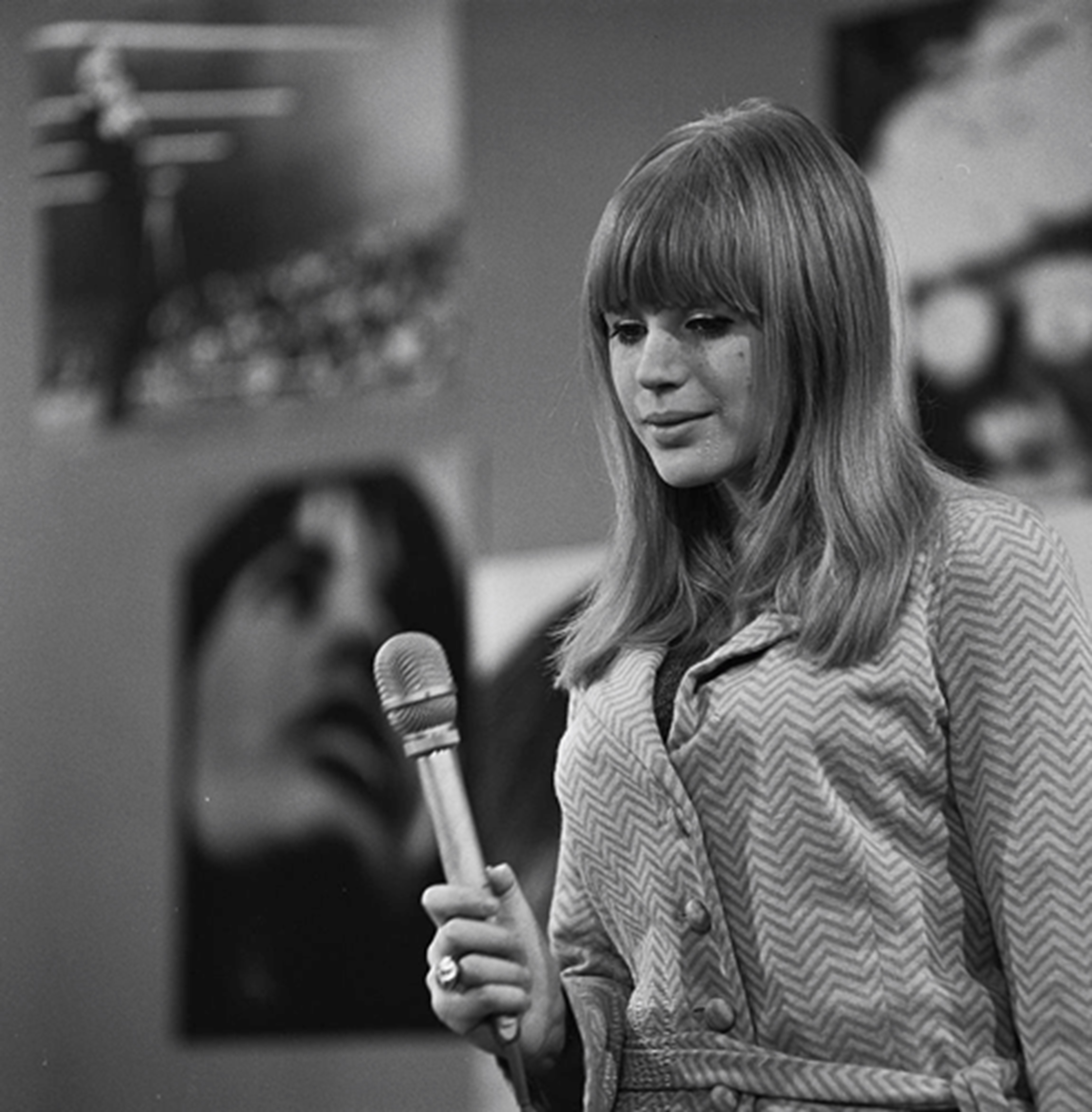
Marianne Faithfullová († 30. ledna)

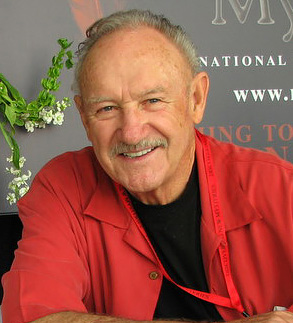
Gene Hackman († 18. února)

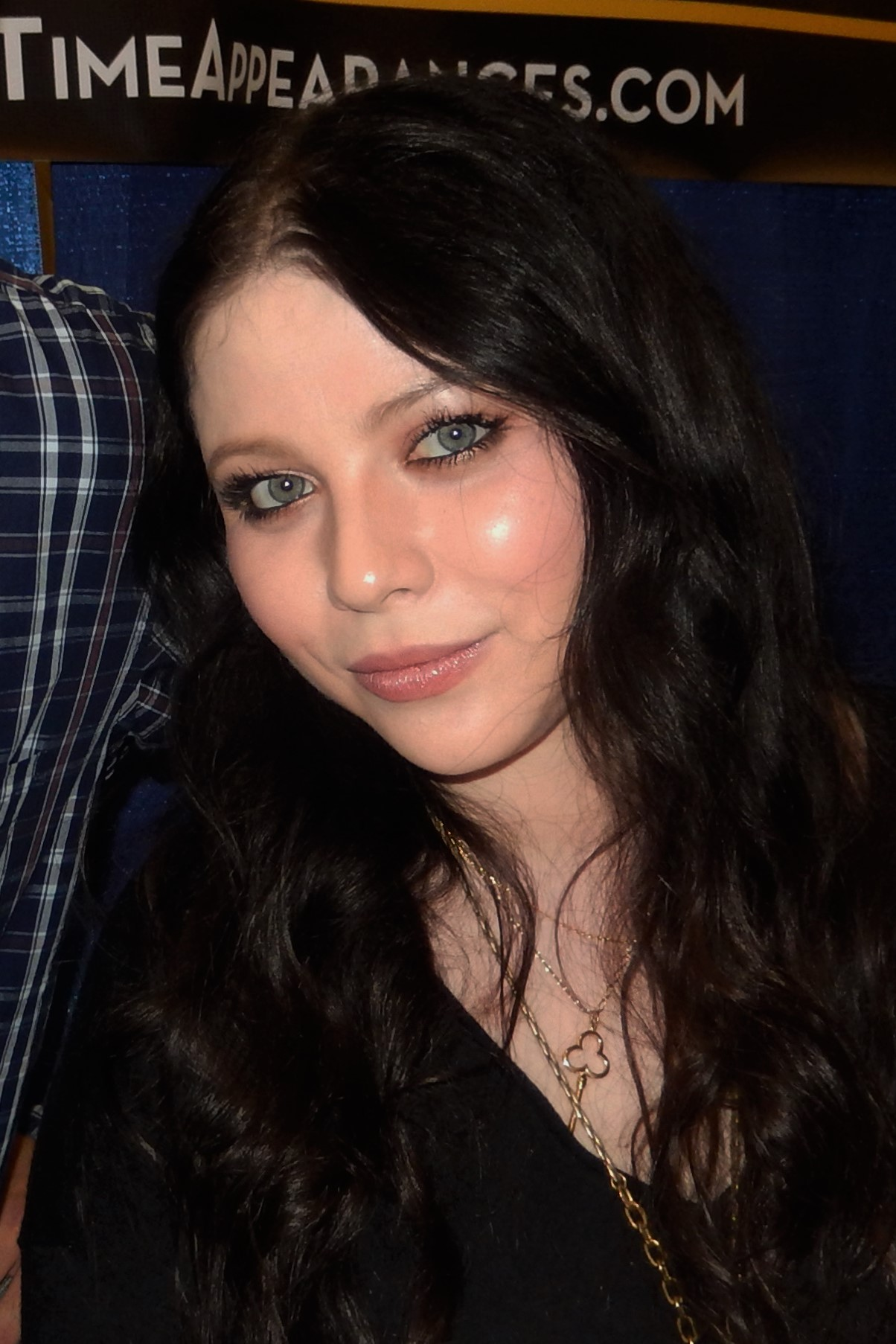
Michelle Trachtenberg († 26. února)

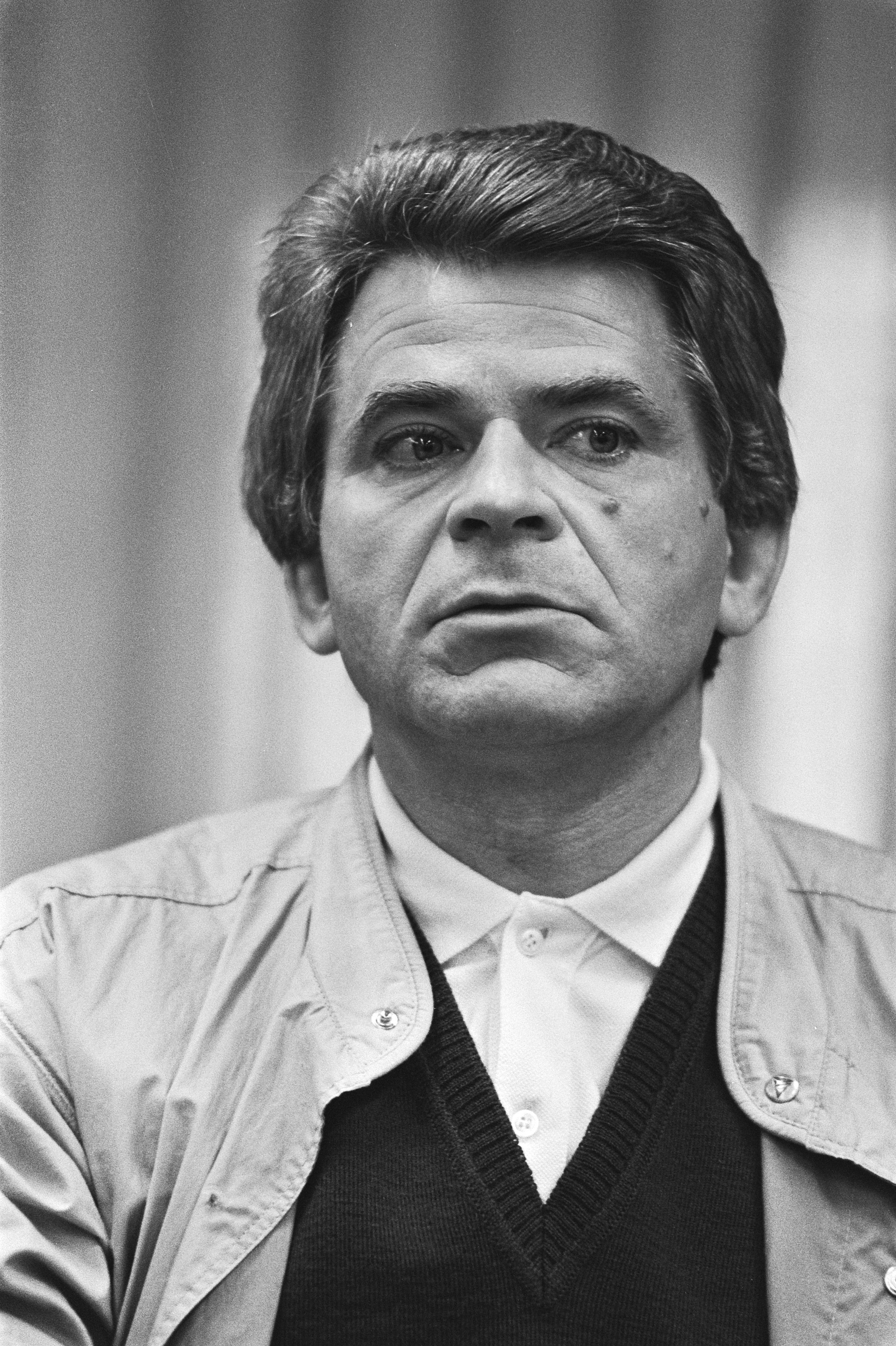
Boris Spasskij († 27. února)

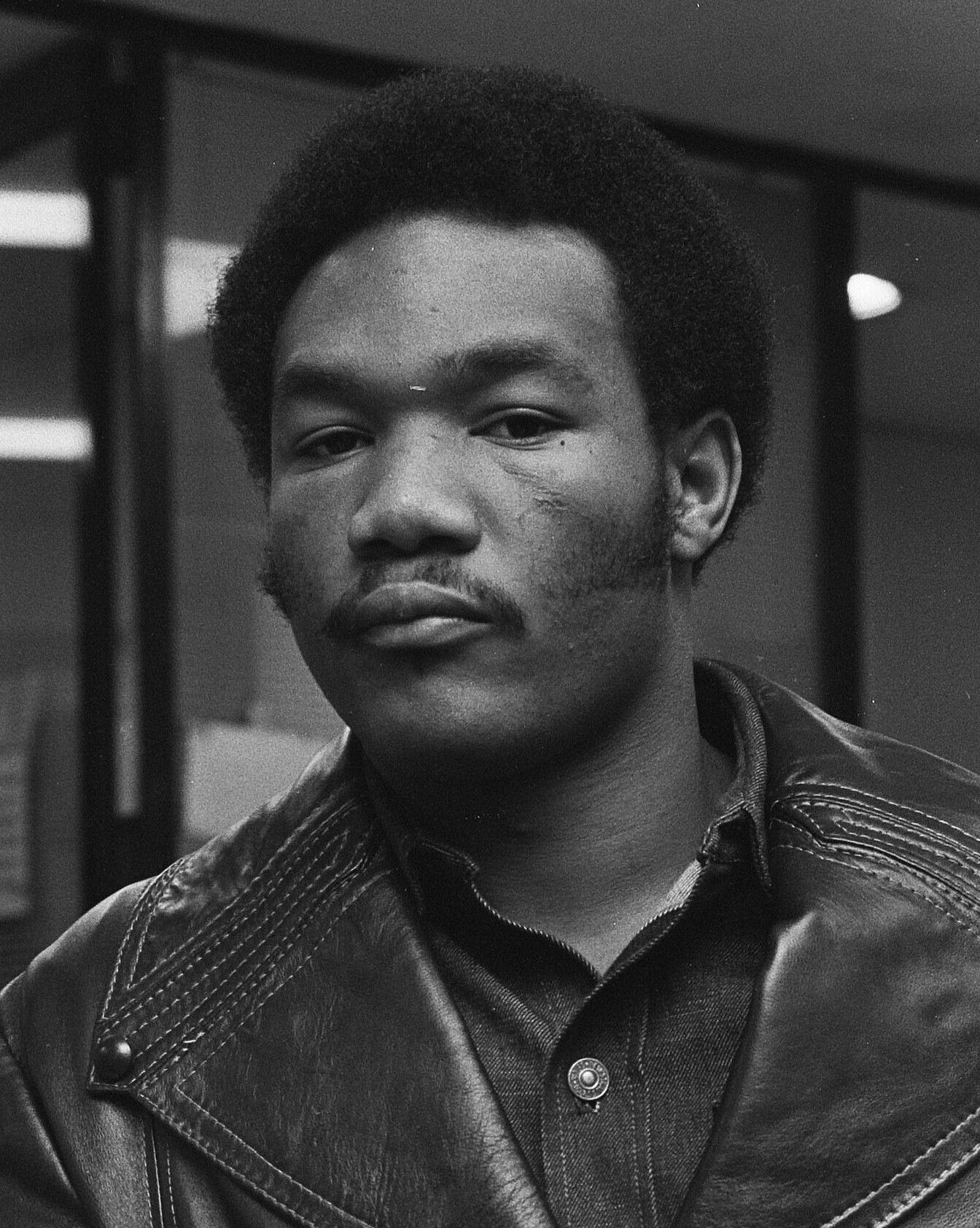
George Foreman († 21. března)

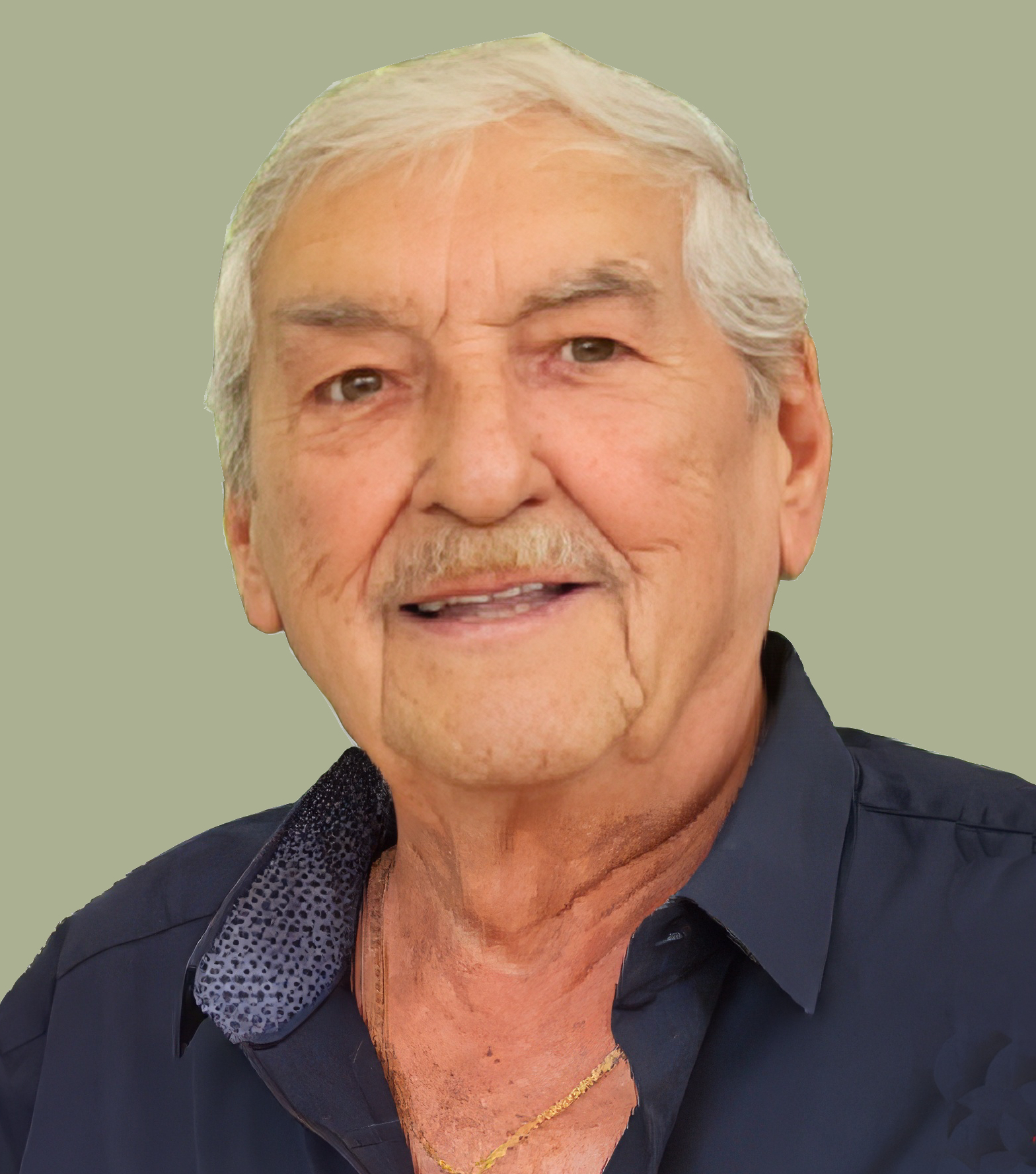
Štefan Kvietik († 21. března)

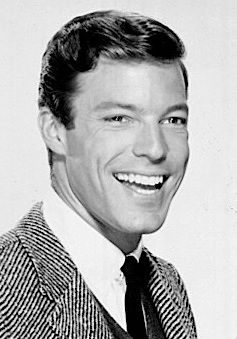
Richard Chamberlain († 29. března)

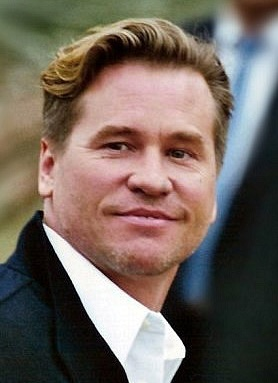
Val Kilmer († 1. dubna)

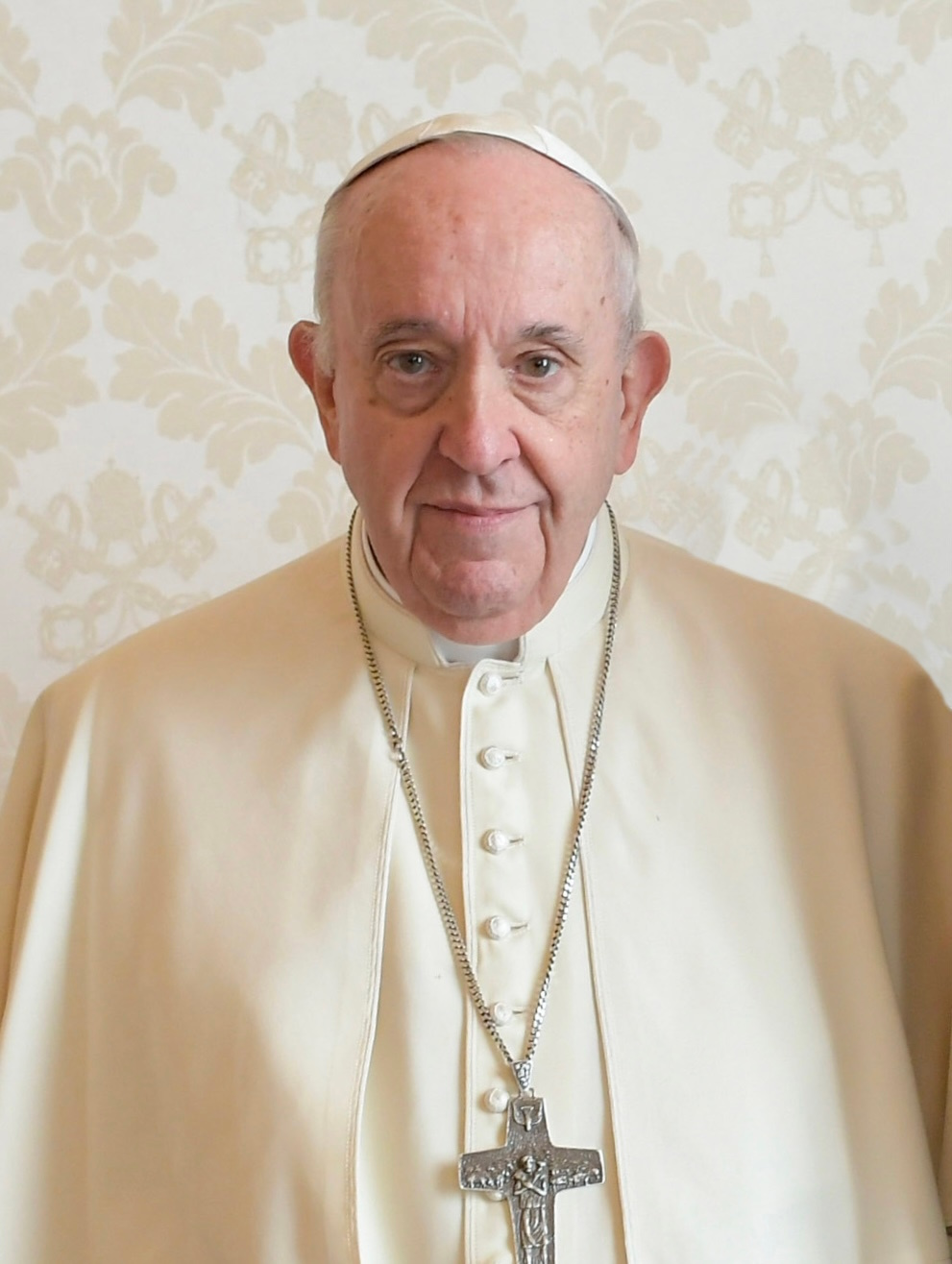
papež František († 21. dubna)

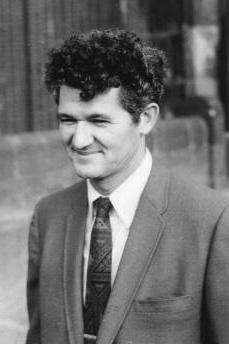
Peter Lax († 16. května)

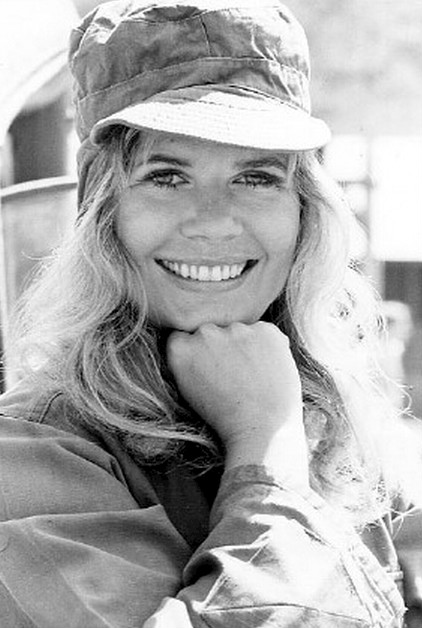
Loretta Swit († 30. května)

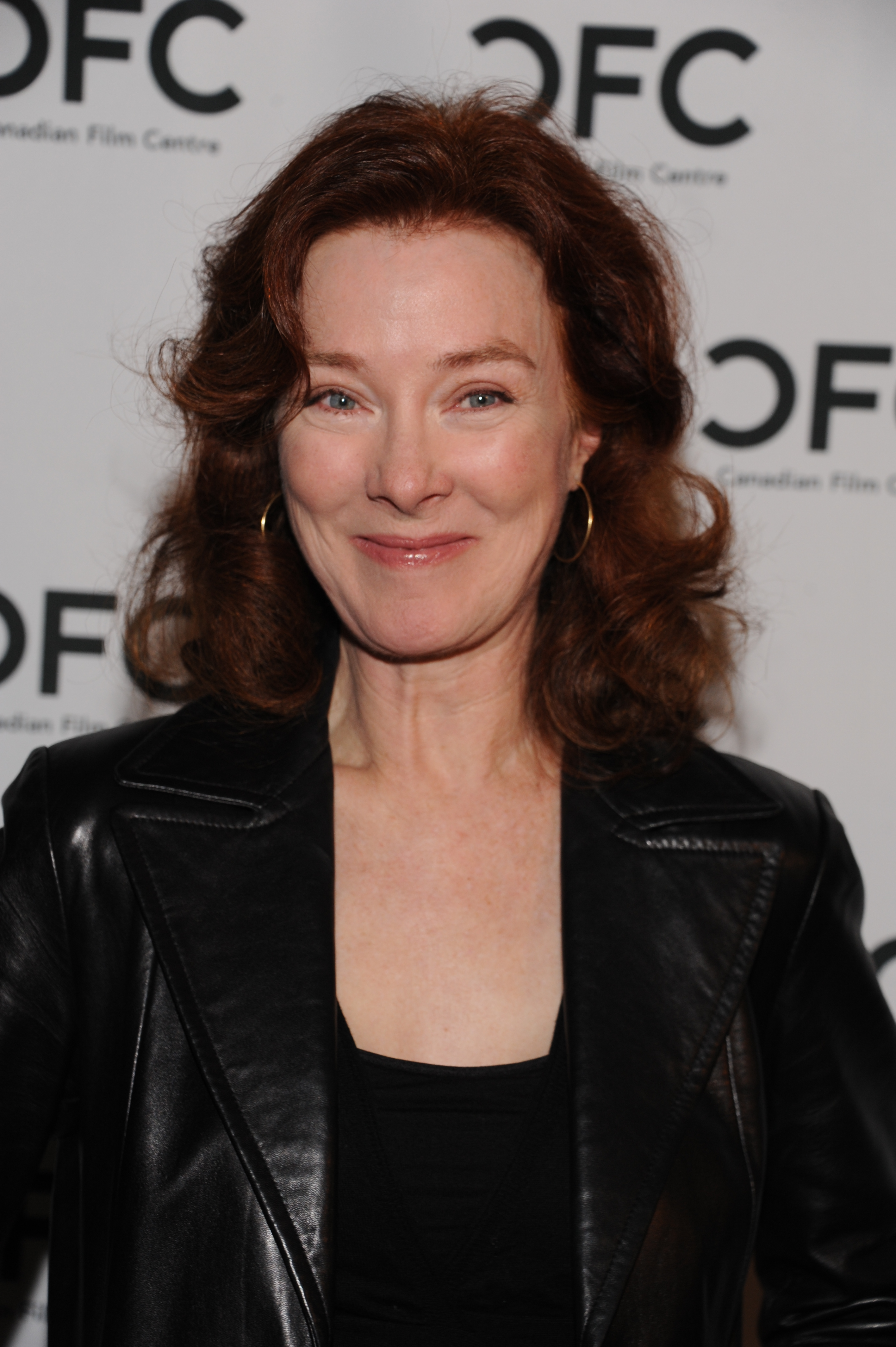
Valerie Mahaffey († 30. května)

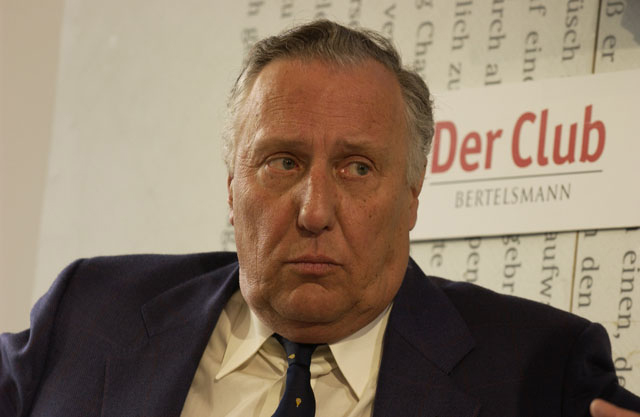
Frederick Forsyth († 9. června)

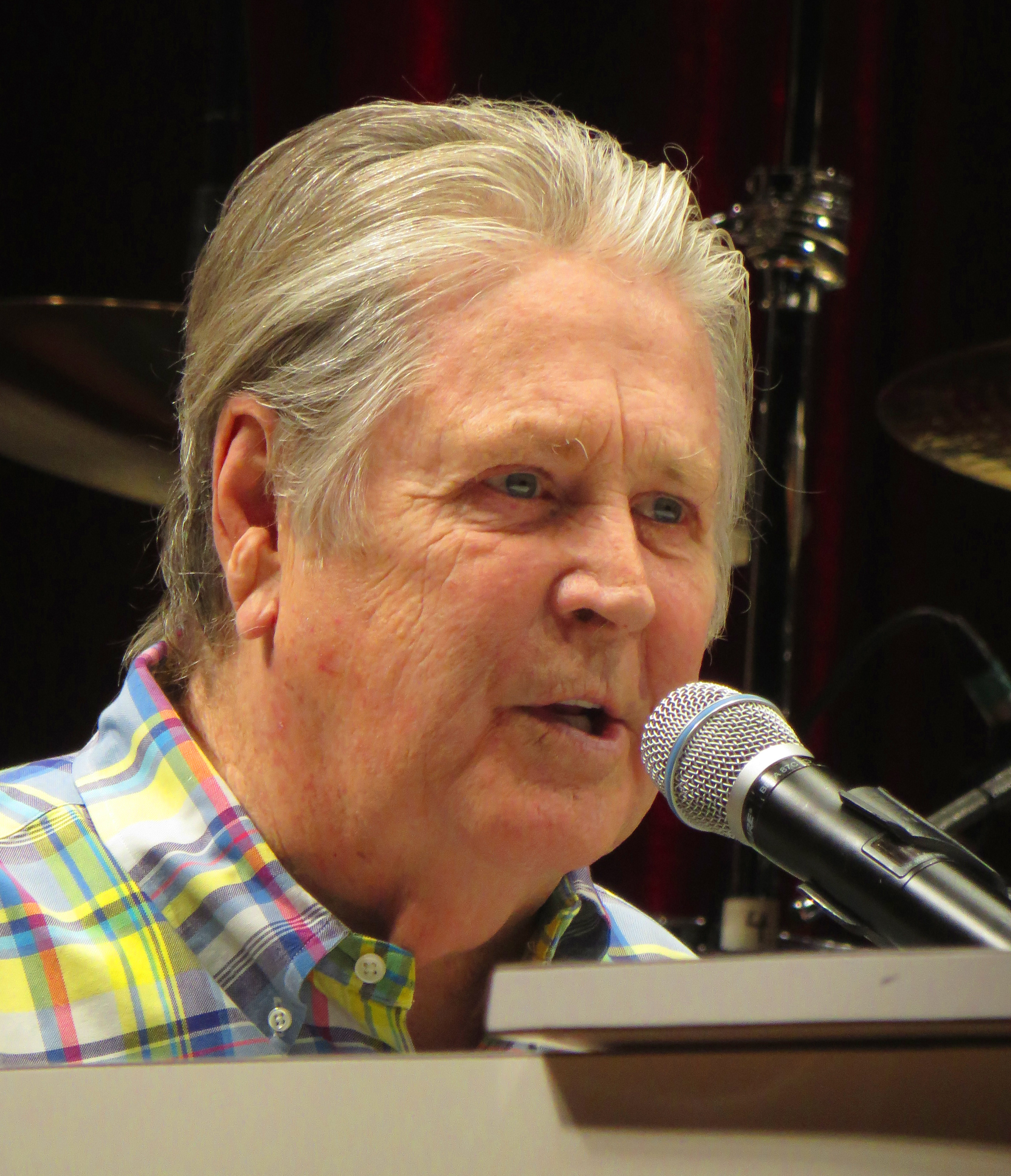
Brian Wilson († 11. června)

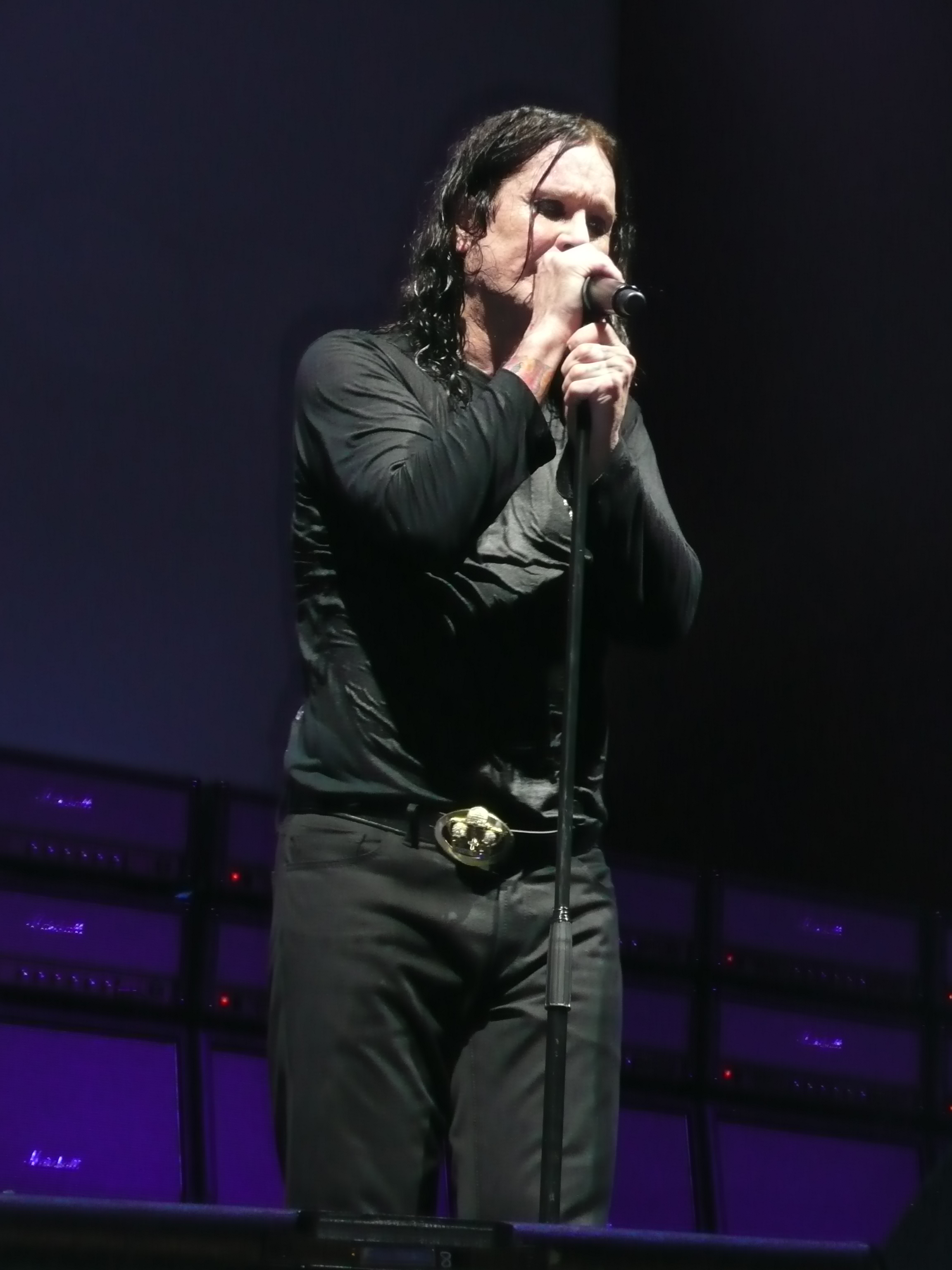
Ozzy Osbourne († 22. července)

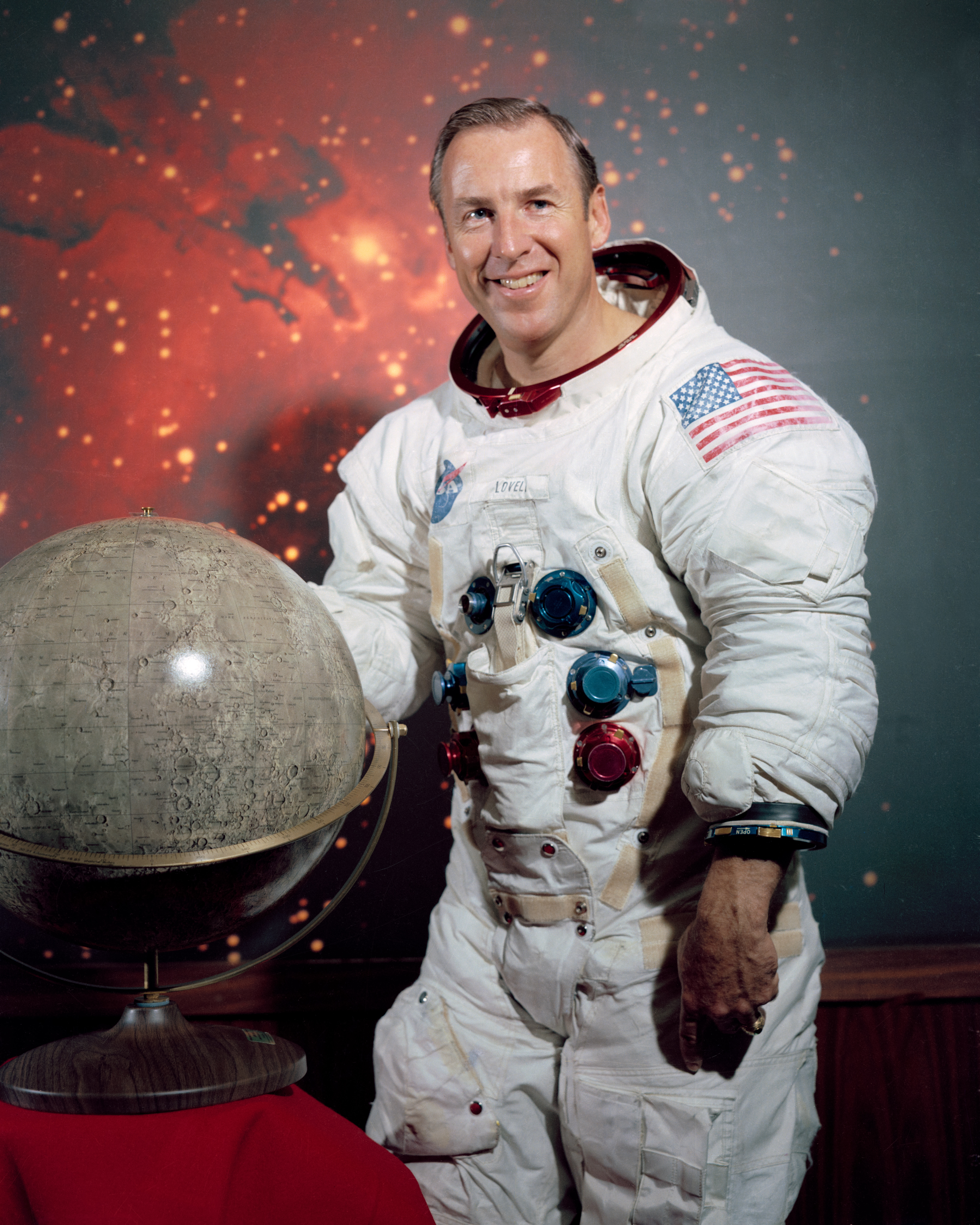
Jim Lovell († 7. srpna)

  - David Lodge, britský spisovatel (* 28. ledna 1935)
  - Viktor Alksnis, ruský politik (* 21. června 1950)
  - William Carter, americký fotograf (* 25. prosince 1934)
- 02. ledna
  - Ágnes Keletiová, maďarsko-izraelská sportovní gymnastka a trenérka (* 9. ledna 1921)
  - Ján Zachara, slovenský boxer, olympijský vítěz (* 27. srpna 1928)
  - Werner Leimgruber, švýcarský fotbalista (* 2. září 1934)
  - Aldo Agroppi, italský fotbalista, záložník (* 14. dubna 1944)
  - Cristóbal Ortega, mexický fotbalista (* 25. červnece 1956)
- 03. ledna
  - Nikoloz Lekišvili, gruzínský politik (* 20. dubna 1947)
  - Howard Buten, americký spisovatel, psycholog, houslista a klaun žijící ve Francii (* 28. července 1950)
  - Gilbert Van Binst, belgický fotbalový obránce (* 5. července 1951)
  - Constantine Manos, americký fotograf (* 12. října 1934)
- 04. ledna – Peter Brandes, dánský malíř, sochař, keramik a fotograf (* 5. března 1944)
- 05. ledna
  - Kostas Simitis, řecký politik (* 23. června 1936)
  - Robert Hübner, německý šachový velmistr (* 6. listopadu 1948)
- 06. ledna
  - Chrizostom (Martiškin), ruský duchovní a emeritní metropolita vilniuský a litevský (* 3. května 1934)
  - Dušan Maravić, jugoslávský a srbský fotbalový záložník (* 7. března 1939)
  - Günter Bechly, německý paleontolog a entomolog (* 16. října 1963)
- 07. ledna – Jean-Marie Le Pen, francouzský krajně pravicový politik (* 20. června 1928)
- 08. ledna – Fabio Cudicini, italský fotbalový brankář (* 20. října 1935)
- 09. ledna
  - Black Bart, americký profesionální wrestler (* 30. ledna 1948)
  - Mariusz Trynkiewicz, polský sériový vrah (* 10. dubna 1962)
- 10. ledna
  - Thelma Hopkinsová, britská atletka, skokanka do výšky (* 16. března 1936)
  - Sam Moore, americký zpěvák a hudebník (* 12. října 1935)
- 13. ledna
  - Oliviero Toscani, italský fotograf (* 28. února 1942)
  - Alexandr Myslivčenko, sovětský marxisticko-leninský filozof a vysokoškolský pedagog (* 23. září 1924)
- 16. ledna
  - David Lynch, americký scenárista, režisér, producent, malíř, hudebník, skladatel (* 20. ledna 1946)
  - Jacques Guittet, francouzský sportovní šermíř (* 12. ledna 1930)
  - Harry Bild, švédský fotbalista (* 18. prosince 1936)
  - Joan Plowrightová, britská herečka (* 28. října 1929)
- 17. ledna
  - Denis Law, skotský fotbalový útočník (* 24. únor 1940)
  - Martin Pollack, rakouský spisovatel a novinář (* 23. května 1944)
- 18. ledna – Ze'ev Revach, izraelský herec, komik, scenárista a režisér (* 25. srpna 1940)
- 20. ledna – Bertrand Blier, francouzský spisovatel a filmový režisér (* 14. březen 1939)
- 21. ledna
  - Mauricio Funes, salvadorský novinář a bývalý prezident (* 18. října 1959)
  - Garth Hudson, kanadský hudebník (* 2. srpna 1937)
  - Keiiči Suzuki, japonský rychlobruslař (* 10. listopadu 1942)
- 24. ledna
  - Dimitrios Domazos, řecký fotbalista (* 22. ledna 1942)
  - Unk, americký rapper (* 28. listopadu 1981)
- 25. ledna
  - Dražen Dalipagić, jugoslávský basketbalista (* 27. listopadu 1951)
  - Greg Bell, americký atlet, dálkař (* 7. listopadu 1930)
- 29. ledna
  - Tobias Eder, německý hokejový útočník a reprezentant (* 4. března 1998)
  - Vadim Naumov, ruský krasobruslař (* 7. dubna 1969)
  - Jevgenija Šiškovová, ruská krasobruslařka (* 18. prosince 1972)
  - Richard Williamson, anglický tradicionalistický biskup (* 8. března 1940)
- 30. ledna
  - Marianne Faithfullová, anglická zpěvačka a herečka (* 29. prosince 1946)
  - Ján Sedal, slovenský básník, herec a režisér (* 12. dubna 1948)
  - Dick Button, americký krasobruslař (* 18. července 1929)
- 31. ledna – Táňa Radeva, slovenská herečka (* 27. srpna 1957)
- 01. února – Horst Köhler, německý prezident (* 22. února 1943)
- 02. února
  - William J. Cabaniss, americký politik a diplomat (* 11. července 1938)
  - I Ču-sil, jihokorejská herečka (* 8. března 1944)
- 04. února – Aga Khan IV, britský obchodník, filantrop a 49. imám nizáríjské větve ismá'ílíje (* 13. prosince 1936)
- 05. února – Ján Cuper, slovenský právník a politik (* 25. listopadu 1946)
- 07. února
  - Toomas Leius, estonský tenista (* 28. srpna 1941)
  - Tony Roberts, americký herec (* 22. října 1939)
- 08. února – Sam Nujoma, namibijský politik (* 12. května 1929)
- 09. února
  - Miika Elomo, finský lední hokejista a trenér (* 21. dubna 1977)
  - Amal Nasruddín, izraelský politik (* 31. července 1928)
  - Tom Robbins, americký spisovatel (* 22. července 1932)
- 10. února
  - Maria Tipo, italská koncertní klavíristka (* 23. prosince 1931)
  - Peter Tuiasosopo, americký herec (* 24. května 1963)
- 11. února – Georgios Roubanis, řecký atlet, tyčkař (* 15. srpna 1929)
- 16. února – Cou Ťia-chua, čínský politik (* 28. září 1926)
- 17. února – Antonine Mailletová, kanadská frankofonní spisovatelka (* 10. května 1929)
- 18. února
  - Marie-Chantal Demailleová, francouzská sportovní šermířka (* 17. prosince 1941)
  - Gene Hackman, americký herec (* 30. ledna 1930)
- 19. února – Souleymane Cissé, malijský režisér (* 21. dubna 1940)
- 21. února – Clint Hill, americký agent USSS a bodyguard (* 4. ledna 1932)
- 22. února – Hans van den Broek, nizozemský politik (* 11. prosince 1936)
- 23. února – Jan Johnson, americký atlet, tyčkař (* 11. listopadu 1950)
- 24. února – Roberta Flack, americká hudební pedagožka, zpěvačka, pianistka a skladatelka (* 10. února 1937)
- 26. února – Michelle Trachtenberg, americká herečka (* 11. října 1985)
- 27. února
  - Boris Spasskij, ruský šachista, bývalý mistr světa v šachu (* 30. ledna 1937)
- 01. března, Tim Kruger, herec (* 25. ledna 1981)
- 02. března – Buvajsar Sajtijev, ruský zápasník – volnostylař (* 11. března 1975)
- 04. března – Oleg Antonovič Gordijevskij (* 10. října 1938)
- 05. března – Pamela Bach, americká herečka (* 16. října 1963)
- 09. března – Akinori Nakajama, japonský sportovní gymnasta (* 1. března 1943)
- 11. března
  - Norair Nurikjan, bulharský vzpěrač (* 26. července 1948)
  - Clive Revill, novozélandský herec (* 18. dubna 1930)
- 12. března
  - Felice Picano, americký spisovatel (* 22. února 1944)
  - Karin Leschová, německá herečka (* 18. května 1935)
- 16. března – Émilie Dequenneová, belgická herečka (* 29. srpna 1981)
- 17. března – John Hemingway, poslední letec zúčastnivší se bitvy o Británii (* 17. července 1919)
- 19. března – Andrija Delibašić, černohorský fotbalista (* 24. dubna 1981)
- 20. března
  - Vitold Fokin, ukrajinský politik (* 25. října 1932)
  - Eddie Jordan, irský automobilový závodník, konstruktér a sportovní reportér (* 30. března 1948)
- 21. března
  - George Foreman, americký boxer (* 10. ledna 1949)
  - Štefan Kvietik, slovenský herec a politik (* 10. května 1934)
- 24. března – Hossam Shabat, palestinský novinář a fotograf (* 10. října 2001)
- 25. března – Juan Aguilera, španělský tenista (* 22. března 1962)
- 26. března
  - David Childs, americký architekt (* 1. dubna 1941)
  - Ferenc Szabó, maďarský judista (* 18. září 1948)
  - Stef Wertheimer, izraelský podnikatel, politik a filantrop (* 16. července 1926)
- 27. března – Berkin Usta, turecký alpský lyžař (* 29. května 2000)
- 29. března – Richard Chamberlain, americký herec (* 31. března 1934)
- 30. března
  - Leandro Lima, brazilský fotbalista (* 26. prosince 2001)
  - Barbara Frischmuthová, rakouská spisovatelka a překladatelka (* 5. července 1941)
- 31. března – Yves Boisset, francouzský filmový režisér (* 14. března 1939)
- 01. dubna – Val Kilmer, americký herec (* 31. prosince 1959)
- 02. dubna – Khamtay Siphandon, laoský politik (* 8. února 1924)
- 03. dubna – Theodore Edgar McCarrick, americký laicizovaný kardinál (* 7. července 1930)
- 06. dubna – Clem Burke, americký bubeník (* 24. listopadu 1954)
- 08. dubna – Světlana Gerasimenková, tádžická astronomka (* 23. února 1945)
- 12. dubna – Abubaker Kaki, súdánský atlet, běžec na středních tratích (* 21. června 1989)
- 13. dubna – Roland Vími, slovenský stolní tenista (* 21. června 1969)
- 14. dubna – Sophie Nyweide, americká herečka (* 8. července 2000)
- 15. dubna
  - Jadwiga Jankowska-Cieślaková, polská herečka (* 15. února 1951)
  - Patrick Adiarte, americký herec a tanečník (* 2. srpna 1942)
- 16. dubna – Aaron Boupendza, gabonský fotbalista (* 7. srpna 1996)
- 18. dubna
  - Clodagh Rodgers, severoirská zpěvačka (* 3. března 1947)
  - Nikola Pokrivač, chorvatský fotbalista (* 26. listopadu 1985)
- 20. dubna – Hugo Gatti, argentinský fotbalový brankář (* 19. srpna 1944)
- 21. dubna – papež František, rodným jménem Jorge Mario Bergoglio, 266. papež (* 17. prosince 1936)
- 22. dubna – Zurab Cereteli, gruzínsko-ruský sochař, malíř a architekt (* 4. ledna 1934)
- 23. dubna
  - Steve McMichael, americký hráč amerického fotbalu a wrestler (* 17. října 1957)
  - Fuád Mebazá, tuniský politik (* 15. června 1933)
  - Antonij, emeritní arcibiskup oralský a atyrauský (* 29. září 1940)
- 26. dubna – Jair da Costa, brazilský fotbalový útočník (* 9. července 1940)
- 28. dubna – Priscilla Pointer, americká herečka (* 18. května 1924)
- 29. dubna – Mike Peters, velšský zpěvák a kytarista (* 25. února 1959)
- 01. května
  - Jill Sobule, americká zpěvačka, písničkářka, aktivistka a hudební skladatelka (* 16. ledna 1959)
  - Charley Scalies, americký herec (* 19. července 1940)
- 03. května
  - Elsbeth Hamilton, česko-britská radistka a veteránka druhé světové války (* 5. prosince 1920)
  - Paul Van Hoeydonck, belgický malíř a sochař (* 8. října 1925)
- 04. května – Jochen Mass, německý pilot Formule 1 (* 30. září 1946)
- 06. května
  - Joseph Nye, americký politolog (* 19. ledna 1937)
  - Valerij Ševčuk, ukrajinský spisovatel (* 20. srpna 1939)
- 07. května
  - Joop van Daele, nizozemský fotbalista (* 14. srpna 1947)
  - Joe Don Baker, americký herec (* 12. února 1936)
- 08. května – Josaia Raisuqe, fidžijský ragbista (* 22. července 1994)
- 09. května – Margot Friedländerová, německá řečnice a přeživší Holokaustu (* 5. listopadu 1921)
- 10. května – William Luers, americký velvyslanec a pedagog (* 15. května 1929)
- 11. května
  - Robert Benton, americký filmový režisér, scenárista a producent (* 29. září 1932)
  - Milan Navrátil, slovenský fotbalista (* 11. srpna 1938)
  - Sabu, americký wrestler (* 12. prosince 1963)
- 13. května
  - John Bryson, americký podnikatel a politik (* 24. července 1943)
  - José Mujica, uruguayský politik a bývalý uruguayský prezident (* 20. května 1935)
- 15. května – Natalja Šikolenková, běloruská oštěpařka (* 1. srpna 1964)
- 16. května
  - Marianne Bernadotte, švédská herečka, členka švédské královské rodiny (* 15. července 1924)
  - Damir Dokić, srbský tenisový trenér (* 1958)
  - Emmanuel Kundé, kamerunský fotbalový obránce (* 15. července 1956)
  - Peter Lax, americký matematik židovsko-maďarského původu (* 1. května 1926)
- 17. května – Werenoi, francouzský rapper (* 30. ledna 1994)
- 20. května
  - Tran Duc Luong, vietnamský politik a bývalý vietnamský prezident (* 5. května 1937)
  - Jayant Narlikar, indický astrofyzik (* 19. července 1938)
  - Michael B. Tretow, švédský hudební producent (* 20. srpna 1944)
  - George Wendt, americký herec (* 17. října 1948)
- 21. května
  - Jim Irsay, americký podnikatel (* 13. června 1959)
  - Alasdair MacIntyre, skotsko-americký filozof (* 12. ledna 1929)
- 22. května
  - Guy Klucevsek, americký akordeonista (* 26. února 1947)
  - Daniel Williams, americký hudebník (* 12. prosince 1985)
- 23. května – Sebastião Salgado, brazilský dokumentární fotograf (* 8. února 1944)
- 24. května – Piro Milkani, albánský filmový režisér (* 9. prosince 1939)
- 26. května – Rick Derringer, americký zpěvák, kytarista a hudební skladatel (* 5. srpna 1947)
- 27. května
  - Jean Tiberi, francouzský politik (* 30. ledna 1935)
  - Ed Gale, americký herec a kaskadér (* 23. srpna 1963)
- 28. května
  - Per Nørgård, dánský hudební skladatel (* 13. července 1932)
  - Ngũgĩ wa Thiong'o, keňský spisovatel (* 5. ledna 1938)
- 29. května – Alf Clausen, americký filmový skladatel (* 28. března 1941)
- 30. května
  - Loretta Switová, americká herečka (* 4. listopadu 1937)
  - Valerie Mahaffey, americká herečka (* 16. června 1953)
- 01. června – Jonathan Joss, americký herec a dabér (* 22. prosince 1965)
- 02. června
  - Pierre Nora, francouzský historik a nakladatel (* 17. listopadu 1931)
  - Sü Čchi-liang, čínský voják a politik (* 29. března 1950)
  - Eva Borušovičová, slovenská režisérka a scenáristka (* 5. ledna 1970)
- 03. června – Eugen Doga, moldavský hudební skladatel (* 1. března 1937)
- 04. června
  - Marc Garneau, kanadský inženýr, astronaut a politik (* 23. února 1949)
  - Philippe Labro, francouzský režisér, scenárista, novinář a spisovatel (* 27. srpna 1936)
- 05. června
  - Bill Atkinson, americký programátor (* 17. března 1951)
  - Edgar Lungu, zambijský politik a bývalý zambijský prezident (* 11. listopadu 1956)
- 07. června – Marek Košút, slovenský fotbalista (* 26. září 1988)
- 09. června
  - Frederick Forsyth, britský spisovatel a novinář (* 25. srpna 1938)
  - Tibor Kincses, maďarský judista (* 12. února 1960)
  - Sly Stone, americký hudebník (* 15. března 1943)
- 11. června – Brian Wilson, americký hudebník, člen skupiny The Beach Boys (* 20. června 1942)
- 12. června – Zoltán Horváth, maďarský šermíř (* 12. března 1937)
- 13. června
  - Mohammad Bágherí, íránský generál (* 1960)
  - Ferejdún Abbásí Davání, íránský jaderný fyzik (* 11. července 1958)
  - Hosejn Salámí, íránský generál (* 1960)
- 14. června
  - Violeta Chamorrová, nikaragujská politička a bývalá nikaragujská prezidentka (* 18. října 1929)
  - Melissa Hortmanová, americká právnička a politička (* 27. května 1970)
- 15. června – Krystyna Palmowska, polská horolezkyně (* 11. listopadu 1948)
- 16. června – Nikolaj Krasnikov, ruský plochodrážní jezdec (* 4. února 1985)
- 17. června – Alfred Brendel, rakousko-britský klavírista (* 5. ledna 1931)
- 20. června
  - Michail Maslin, ruský historik (* 16. července 1947)
  - Mieczysław Młynarski, polský basketbalista (* 17. května 1956)
  - Pauli Nevala, finský atlet, oštěpař (* 30. října 1940)
- 23. června – Mick Ralphs, britský kytarista a skladatel (* 31. března 1944)
- 26. června – Lalo Schifrin, argentinsko-americký skladatel, pianista a dirigent (* 21. června 1932)
- 27. června – Ileana Silaiová, rumunská atletka, běžkyně (* 14. října 1941)
- 29. června – Stuart Burrows, velšský operní pěvec (* 7. února 1933)
- 01. července – Alex Delvecchio, kanadský lední hokejista (* 4. prosince 1931)
- 02. července – Julian McMahon, australský herec (* 27. července 1968)
- 03. července
  - Diogo Jota, portugalský fotbalista (* 4. prosince 1996)
  - Michael Madsen, americký herec (* 25. září 1957)

- 07. července – Roman Starovojt, ruský politik (* 20. ledna 1972)

- 13. července
  - Muhammadu Buhari, nigerijský politik a bývalý nigerijský prezident (* 17. prosince 1942)
  - Dave Cousins, britský kytarista a zpěvák (* 7. ledna 1940)
- 14. července – Tomáš Vaľovčin, slovenský fotbalový útočník (* 12. února 2002)
- 15. července – Audun Grønvold, norský alpský lyžař (* 28. února 1976)
- 16. července
  - Claus Peymann, německý divadelní režisér (* 7. července 1936)
  - Connie Francis, americká zpěvačka a herečka (* 12. prosince 1937)
- 17. července
  - Felix Baumgartner, rakouský parašutista a extrémní sportovec (* 20. dubna 1969)
  - Alan Bergman, americký textař (* 11. září 1925)
  - Udo Voigt, německý extremistický politik (* 14. duben 1952)
- 19. července – Ingvar Ambjørnsen, norský spisovatel (* 20. května 1956)
- 20. července
  - Tom Troupe, americký herec a spisovatel (* 15. červenec 1928)
  - Malcolm-Jamal Warner, americký herec (* 18. srpna 1970)
- 22. července – Ozzy Osbourne, anglický heavy metalový zpěvák a frontman skupiny Black Sabbath (* 3. prosince 1948)
- 24. července
  - Hulk Hogan, americký wrestler, herec a hudebník  (* 11. srpna 1953)
  - Cleo Laine, anglická jazzová zpěvačka (* 28. října 1927)
- 26. července – Tom Lehrer, americký hudebník, satirik a matematik (* 9. dubna 1928)
- 28. července – Laura Dahlmeierová, německá biatlonistka (* 22. srpna 1993)
- 29. července
  - Paul Day, britský heavy metalový zpěvák, spoluzakladatel skupiny Iron Maiden (* 19. dubna 1956)
  - Meghnad Jagdishchandra Desai, britsko-indický ekonom a politik (* 10. července 1940)
- 31. července
  - Adriana Astiová, italská herečka a dabérka (* 30. dubna 1931)
  - Robert Wilson, americký divadelní režisér a dramatik (* 4. října 1941)
  - Derk Sauer, nizozemský novinář (* 31. října 1952)
- 02. srpna
  - Vladimir Popov, sovětský zápasník (* 1. ledna 1962)
  - Peter Veselovský, slovenský lední hokejista (* 11. listopadu 1964)
  - Kelley Mack, americká herečka (* 10. července 1992)
- 03. srpna – Loni Anderson, americká herečka (* 5. srpna 1945)
- 04. srpna – Young Noble, americký rapper (* 21. března 1978)
- 05. srpna
  - Ion Iliescu, rumunský politik a bývalý rumunský prezident (* 3. března 1930)
  - Ove Kindvall, švédský fotbalista (* 16. května 1943)
  - Frank Mill, německý fotbalista (* 23. července 1958)
- 06. srpna
  - Suleiman Obeid, palestinský fotbalista (* 24. března 1984)
  - Volodymyr Bilocerkovec, ukrajinský fotbalista (* 22. ledna 2000)
- 07. srpna – Jim Lovell, americký vojenský pilot a astronaut (* 25. března 1928)
- 08. srpna
  - William Hedgcock Webster, americký právník, ředitel FBI a CIA (* 6. března 1924)
  - Estanislao Esteban Karlic, argentinský kardinál (* 7. února 1926)
- 10. srpna – Kunišige Kamamoto, japonský fotbalista (* 15. dubna 1944)
- 11. srpna – Sheila Jordan, americká jazzová zpěvačka (* 18. listopadu 1928)
- 12. srpna
  - Ksenija Alexandrova, ruská modelka (* 12. listopadu 1994)
  - Mattia Debertolis, italský orientační běžec (* 4. srpna 1996)
- 15. srpna – Tristan Rogers, australský herec (* 3. června 1946)
- 16. srpna – Fernando Cruz, portugalský fotbalista (* 12. srpna 1940)
- 17. srpna
  - Oldo Hlaváček, slovenský herec, bavič, humorista, scenárista a moderátor (* 26. ledna 1934)
  - Terence Stamp, anglický herec (* 22. července 1938)
  - Hans-Bert Matoul, východoněmecký fotbalista (* 2. června 1945)
- 19. srpna – Eemeli Peltonen, finský politik (* 15. září 1994)

## Výročí

### Výročí narození
- 06. března – Michelangelo Buonarroti, italský sochař, malíř a architekt (550 let)
- 02. dubna – Giacomo Casanova, italský dobrodruh (300 let)
- 19. května – Malcolm X, americký aktivista za práva Afroameričanů (100 let)
- 05. června – Stanislav Kostka Neumann, básník (150 let)
- 06. června – Thomas Mann, německý spisovatel (150 let)
- 26. července – Carl Gustav Jung, švýcarský psychoterapeut (150 let)
- 03. září – Ferdinand Porsche, automobilový inženýr (150 let)
- 19. září – Jan Skopeček, herec (100 let)
- 13. října – Margaret Thatcherová, britská premiérka (100 let)
- 16. prosince – Jane Austenová, anglická spisovatelka (250 let)

### Výročí úmrtí
- 08. února – Petr I. Veliký, ruský car (300 let)
- 27. března – Jakub I. Stuart, anglický a skotský král (400 let)
- 29. června – Ferdinand I., rakouský císař (150 let)
- 04. srpna – Hans Christian Andersen, dánský spisovatel (150 let)
- 21. října – Kosmas, kronikář (900 let)
- 12. listopadu – Jan Jindřich, moravský markrabě (750 let)
- 01. prosince – Alexandr I. Pavlovič, ruský car (200 let)
- 15. prosince – Jan Vermeer, nizozemský barokní malíř (350 let)
- 21. prosince – Giovanni Boccaccio, italský básník (750 let)

## Hlavy států
V tomto seznamu jsou uvedeni pouze představitelé významnějších států.
- Belgie – král Filip Belgický (od 2013)
- Brazílie – prezident Luiz Inácio Lula da Silva (od 2023)
- Čína – prezident Si Ťin-pching (od 2013)
- Česko – prezident Petr Pavel (od 2023)
- Dánsko – král Frederik X. (od 2024)
- Egypt – prezident Abd al-Fattáh as-Sísí (od 2014)
- Francie – prezident Emmanuel Macron (od 2017)
- Indie – prezidentka Draupadí Murmúová (od 2022)
- Itálie – prezident Sergio Mattarella (od 2015)
- Izrael – prezident Jicchak Herzog (od 2021)
- Japonsko – císař Naruhito (od 2019)
- Jihoafrická republika – prezident Cyril Ramaphosa (od 2018)
- Kanada – generální guvernérka Mary Simonová (od 2021)
- Maďarsko – prezident Tamás Sulyok (od 2024)
- Mexiko – prezidentka Claudia Sheinbaumová (od 2024)
- Německo – prezident Frank-Walter Steinmeier (od 2017)
- Nizozemsko – král Vilém-Alexandr (od 2013)
- Polsko
  - prezident Andrzej Duda (2015–2025)
  - prezident Karol Nawrocki (od 2025)
- Rakousko – prezident Alexander Van der Bellen (od 2017)
- Rusko – prezident Vladimir Putin (od 2012)
- Slovensko – prezident Peter Pellegrini (od 2024)
- Spojené království – král Karel III. (od 2022)
- Spojené státy americké
  - prezident Joe Biden (2021–2025)
  - prezident Donald Trump (od 2025)
- Španělsko – král Filip VI. (od 2014)
- Turecko – prezident Recep Tayyip Erdoğan (od 2014)
- Ukrajina – prezident Volodymyr Zelenskyj (od 2019)
- Vatikán
  - papež a suverén Vatikánu František (2013–2025)
  - papež a suverén Vatikánu Lev XIV. (od 2025)

## Fikce
Zde jsou uvedena některá díla, jejichž děj se odehrává (zcela nebo částečně) v roce 2025.

### Počítačové hry a videohry
- Gley Lancer (1992)
- Impossible Mission 2025 (1994)
- L.A. Machine Guns: Rage of the Machines (1998)
- Segagaga (2001)
- F.E.A.R. (2005)
- Apollo Justice: Ace Attorney (2007)
- Haze (2008)
- Trauma Center: New Blood (2008)
- MAG (2010)
- Crysis 2 (2011)
- Call of Duty: Black Ops II (2012)

### Filmy
- Timecop 2 (2003)
- Repo Men (2010)
- Uchū Kyōdai (2012)

### Knihy
- Běh o život (1982) od Stephena Kinga
- 334 (1972) od Thomase M. Dische

### Televize
- Transformers: Victory (1989)
- Odpočívej v pokoji (epizoda "Všichni čekají", 2005)
- Eureka Seven: AO (2012)